# ケムニッツ
ケムニッツ (Chemnitz, ドイツ語発音: [ˈkɛmnɪt‿s] ( 音声ファイル)) は、ドイツ連邦共和国・ザクセン州の都市で独立市である。2008年までは旧ケムニッツ行政管区に属していた。人口は約25万人。
旧東ドイツ（1953年 - 1990年）時代には、カール＝マルクス＝シュタット (Karl-Marx-Stadt) と称されたが、「ベルリンの壁崩壊」以降は旧称の「ケムニッツ」に戻された。

## 語源
近隣の都市であるツヴィッカウを流れて最終的にはエルベ川へそそぐツヴィカウア・ムルデ川 (Zwickauer Mulde) を原住民のソルブ語で「石が多い（小川）」を意味するカミェニカ (Kamjenika) と呼ぶことから来ており、スラブ語系では「Kamen」は「石」で、「-ika」は女性形接尾詞である。

## 地勢・産業
エルツ山地の山麓辺りに位置し、これを越えるとチェコ領に達する。近隣の都市としては、約70キロ北西にライプツィヒ、30キロ南西にツヴィッカウがある。昔はドイツの楽器産業の中心地の一つで、ケムニッツァ・コンサーティーナやバンドネオンの発明とも縁の深い都市である。

## 歴史

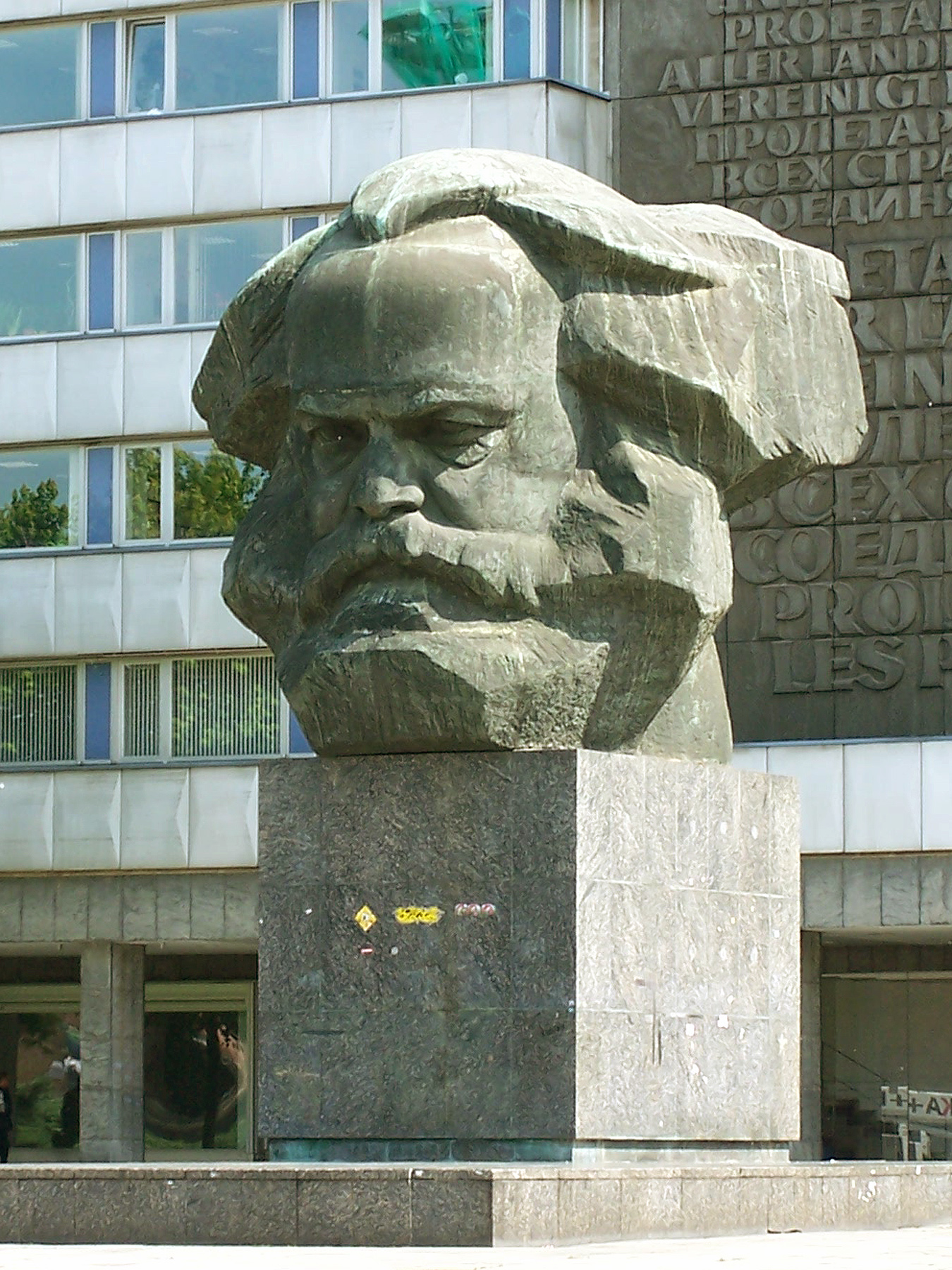
カール・マルクスの記念碑

12世紀、神聖ローマ皇帝ロタール3世の時代に建てられた。17世紀の三十年戦争で壊滅的な打撃を受けるが、その後復興した。19世紀以降、ドイツで産業革命が進展する中、工業都市として発展した。
第二次世界大戦後、1953年に東ドイツ政府が街を「カール＝マルクス＝シュタット」と改称し（「カール・マルクス都市」の意。ただしマルクスとケムニッツは直接関係がない）、カール＝マルクス＝シュタット県の県都となった。
1991年のドイツ再統一後、再び街の名称はケムニッツに戻された。

## 文化と観光
歴史がモザイク状に息づく産業の街であるケムニッツには、さまざまな歴史的建築、文化施設などがある。2025年の欧州文化首都の一つとして選定されている。
ケムニッツ歌劇場は、オペラ、演劇、バレエ、人形劇などのさまざまな舞台芸術を上演するのに加え、ロベルト・シューマン・フィルハーモニーのコンサートも開催している。
観光名所には、18世紀から20世紀初頭の建物があるカスベルク地区や、地元の人々からニシェル（上ザクセン語方言で「頭」）と呼ばれるレフ・ケルベルによるカール・マルクス記念碑がある。有名な建築として、ルネッサンス様式のポータル（15世紀）を持つ旧市庁舎、旧修道院跡の城、ケムニッツ歌劇場と旧大学周辺がある。特筆すべき建築として、12世紀後半または13世紀初頭に城壁の一部として建てられた赤い塔がある。
ケムニッツの珪化木の森は、文化デパートTietzの中庭にある。現存する数少ないものの1つであり、数百万年前にさかのぼる。また、市域内のラーベンシュタイン地区には、ザクセン州で最小の城、ラーベンシュタイン城がある。
ドイツ再統一以来、街は大きく変化した。既存産業の多くは姿を消し、街の中心部は多くの店舗やザラ、H&Mなどの入居する大型ショッピングセンターで再建されている。
ケムニッツ産業博物館は、ヨーロッパ産業遺産の道のアンカーポイント（基点）となっている。ケムニッツ州立考古学博物館は旧ショッケン・デパートを改装し2014年に開館した。
かつて銀行だったグンツェンハウザー博物館は、2007年12月1日にオープンした。ミュンヘンに住んでいたアルフレッド・グンツェンハウザーは、オットー・ディクスやカール・シュミット＝ロットルフよる多くの作品を含む約2,500点の現代美術のコレクションを持っていた。また市内には市営植物園であるケムニッツ植物園、ウォルターミューゼル財団北極高山植物園もある。

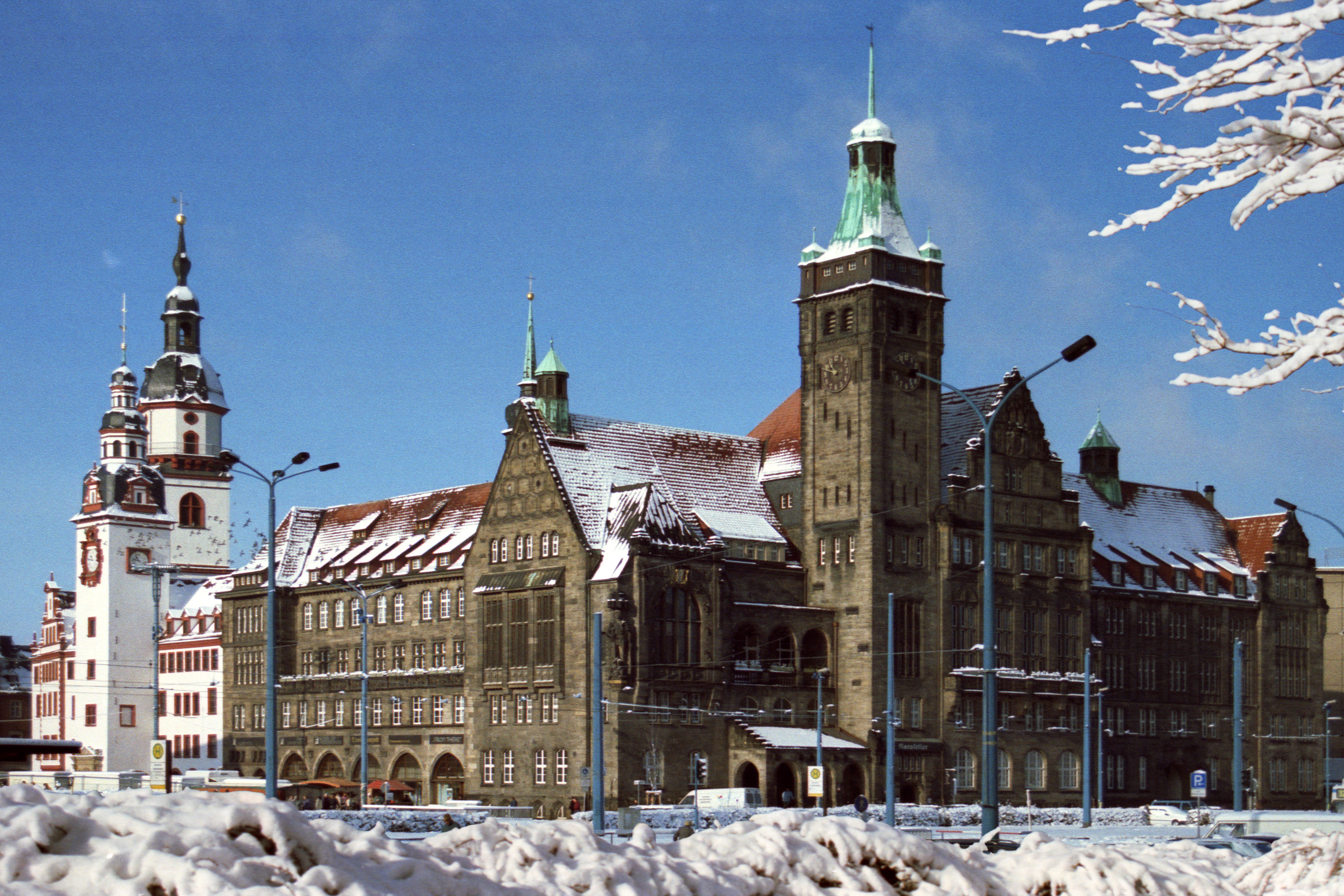
新旧の市庁舎
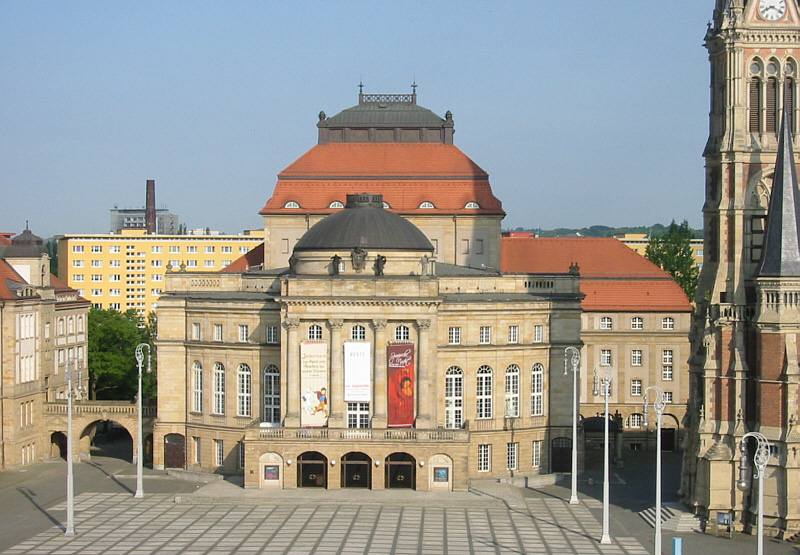
オペラ広場に面したケムニッツ歌劇場
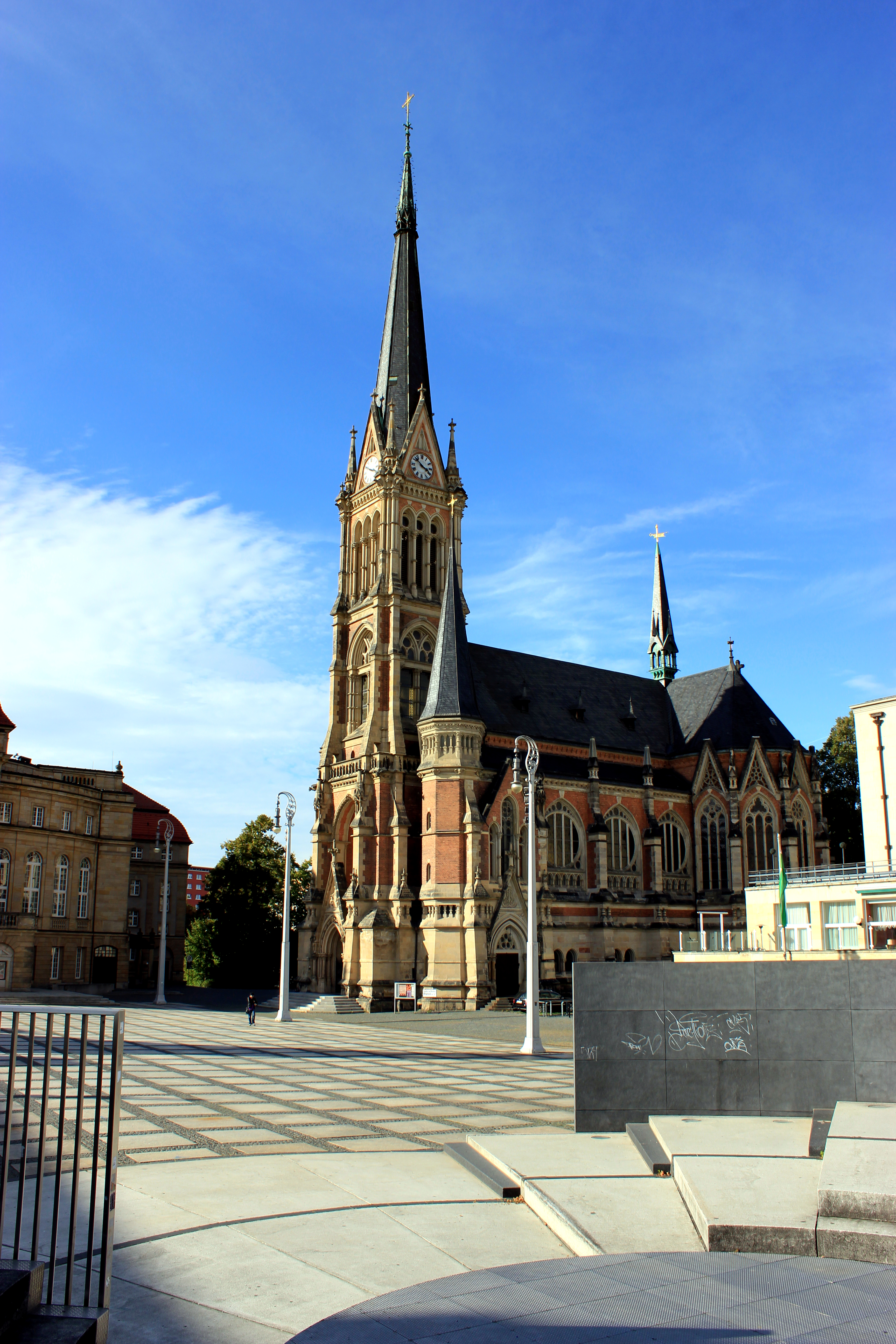
聖ペトリ教会
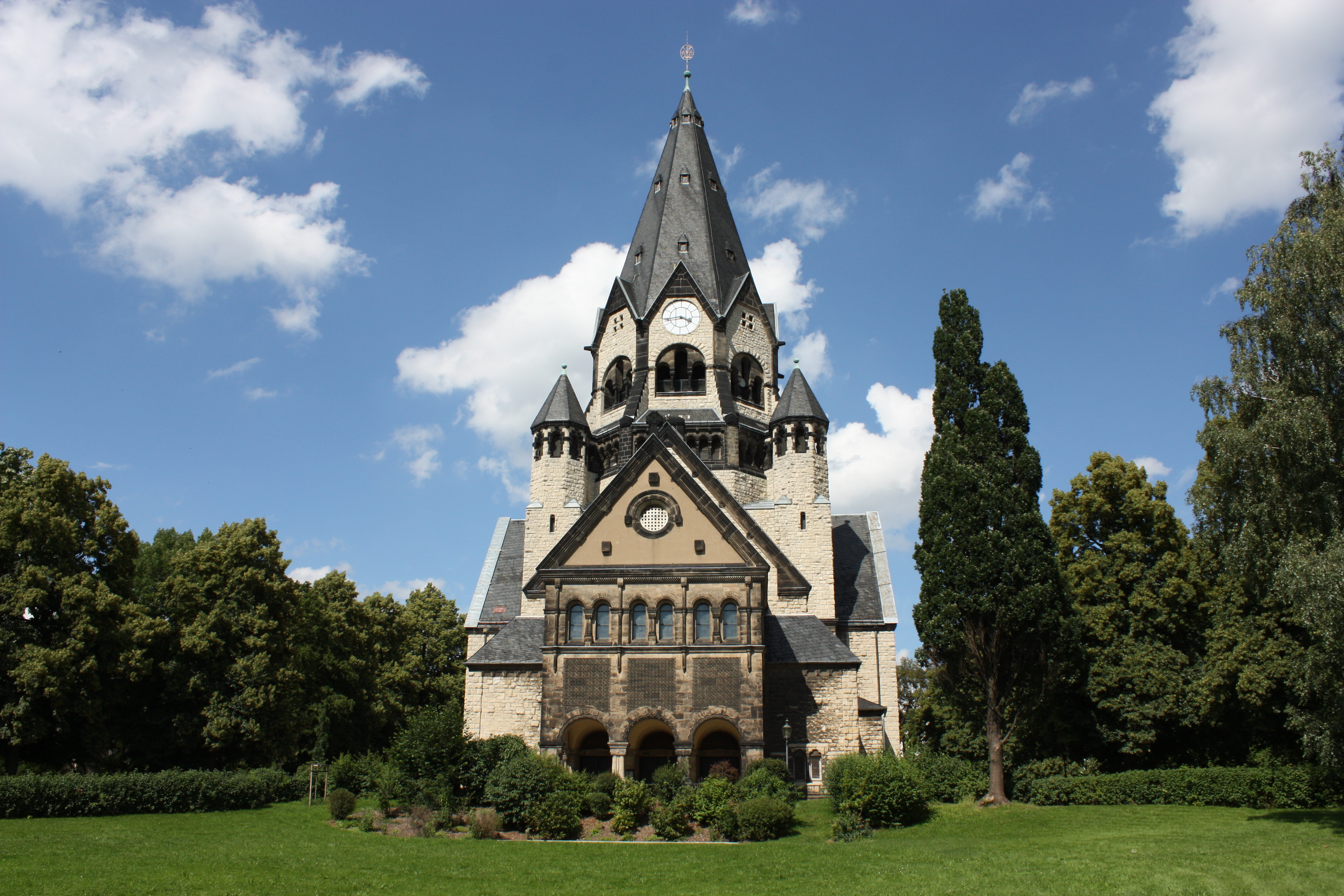
ルーテル教会
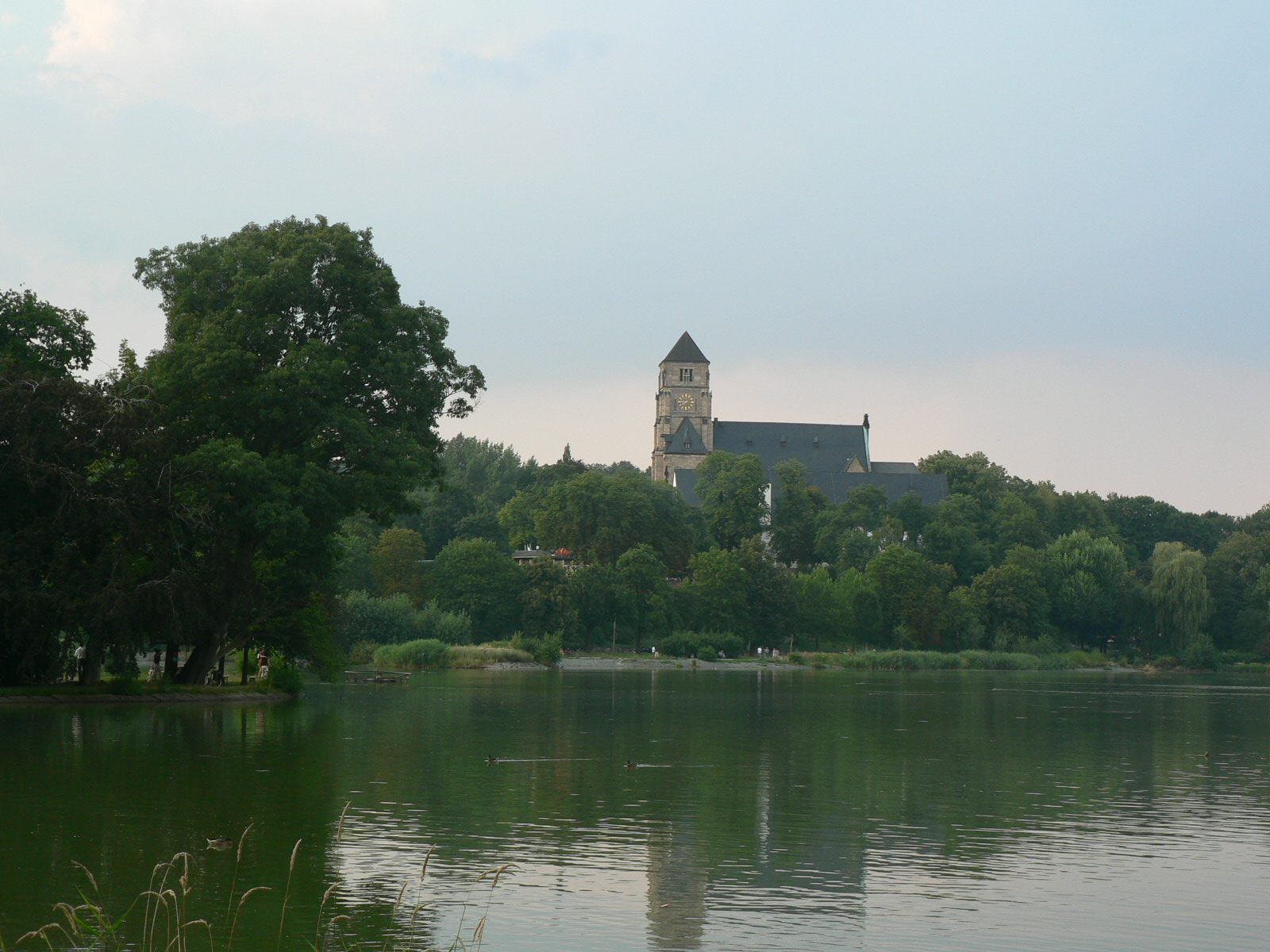
キャッスル湖の上の城教会
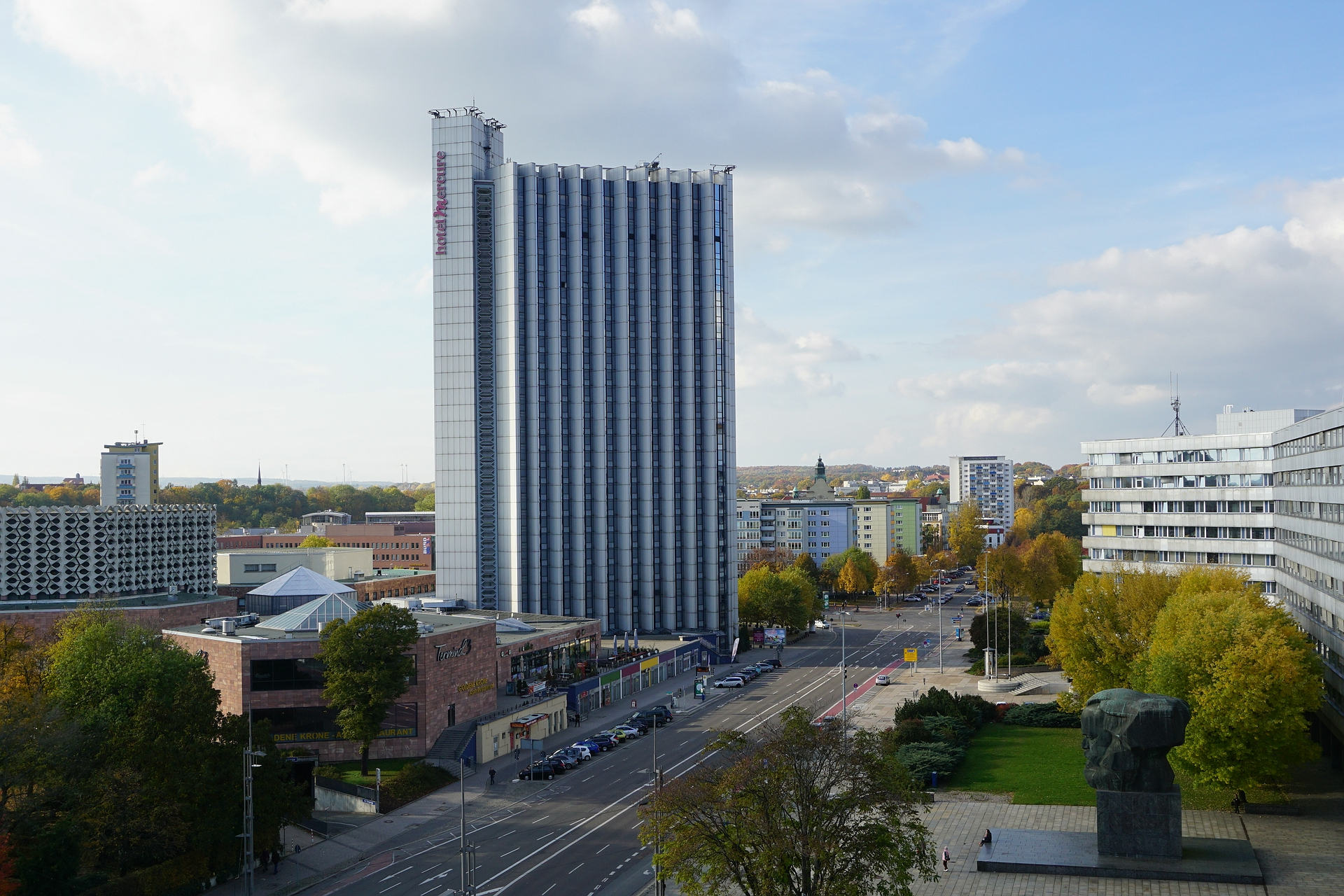
メルキュール・ホテル
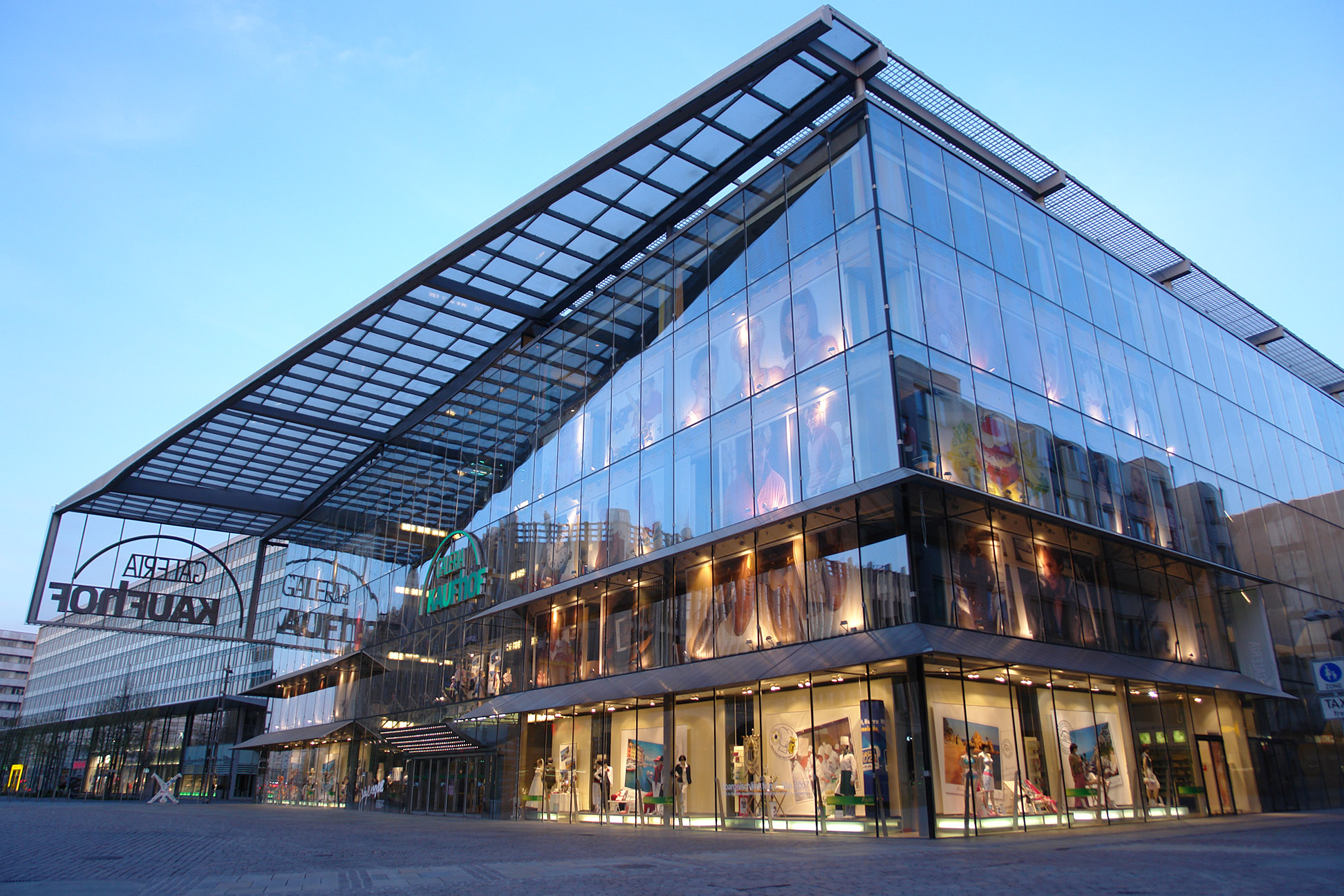
ギャラリア・カウフホフ
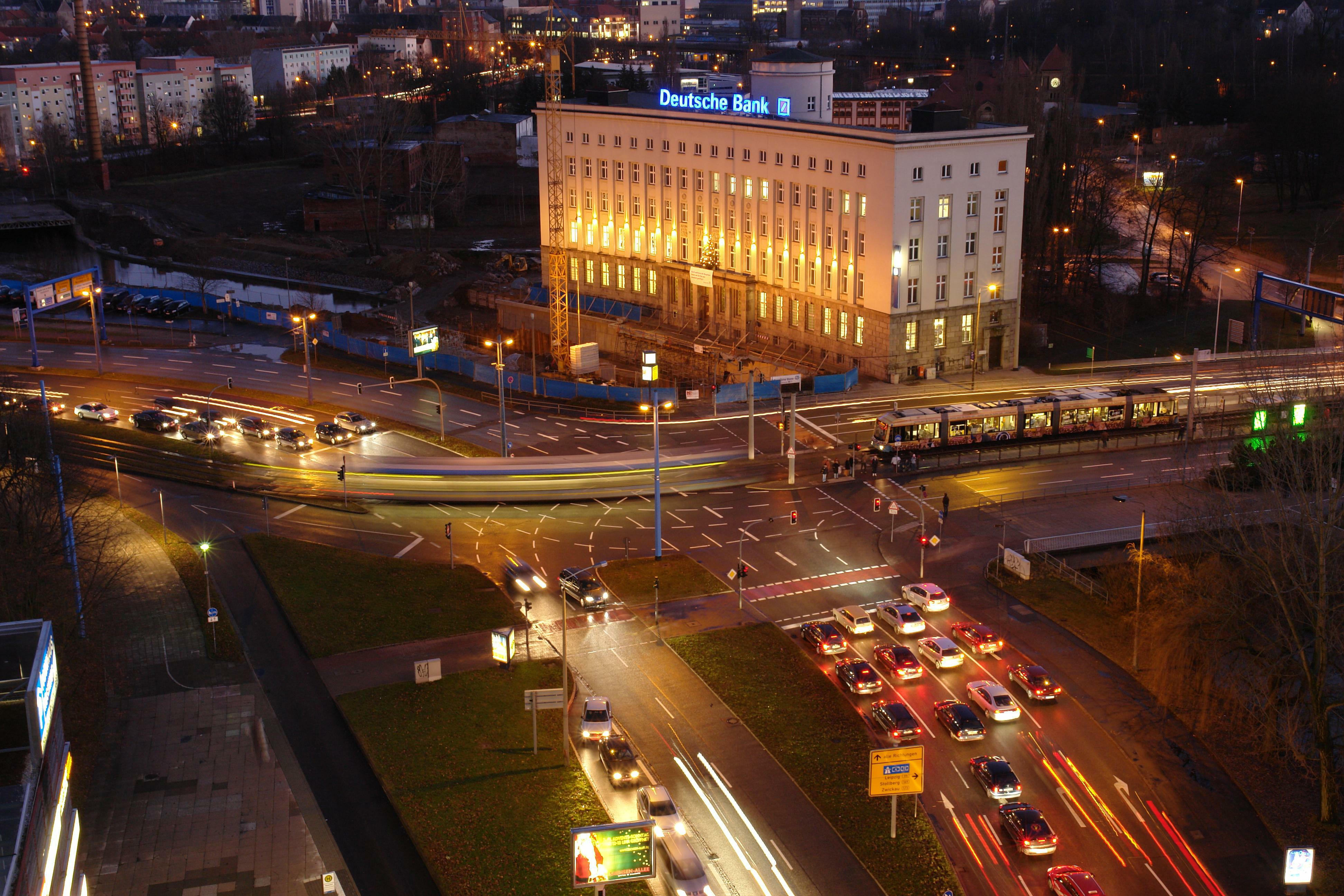
夜間のファルケプラッツの眺め
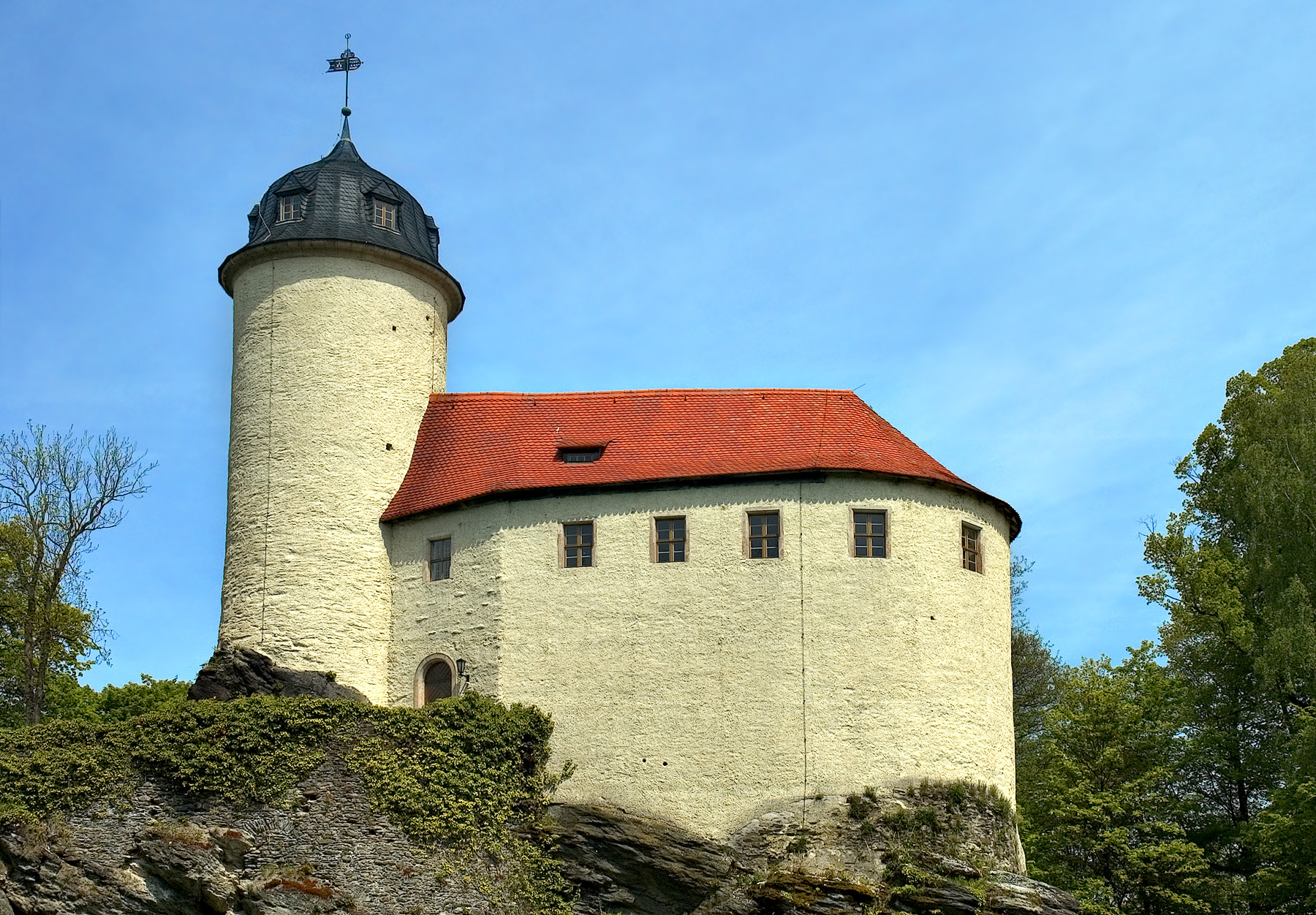
ラーベンシュタイン城
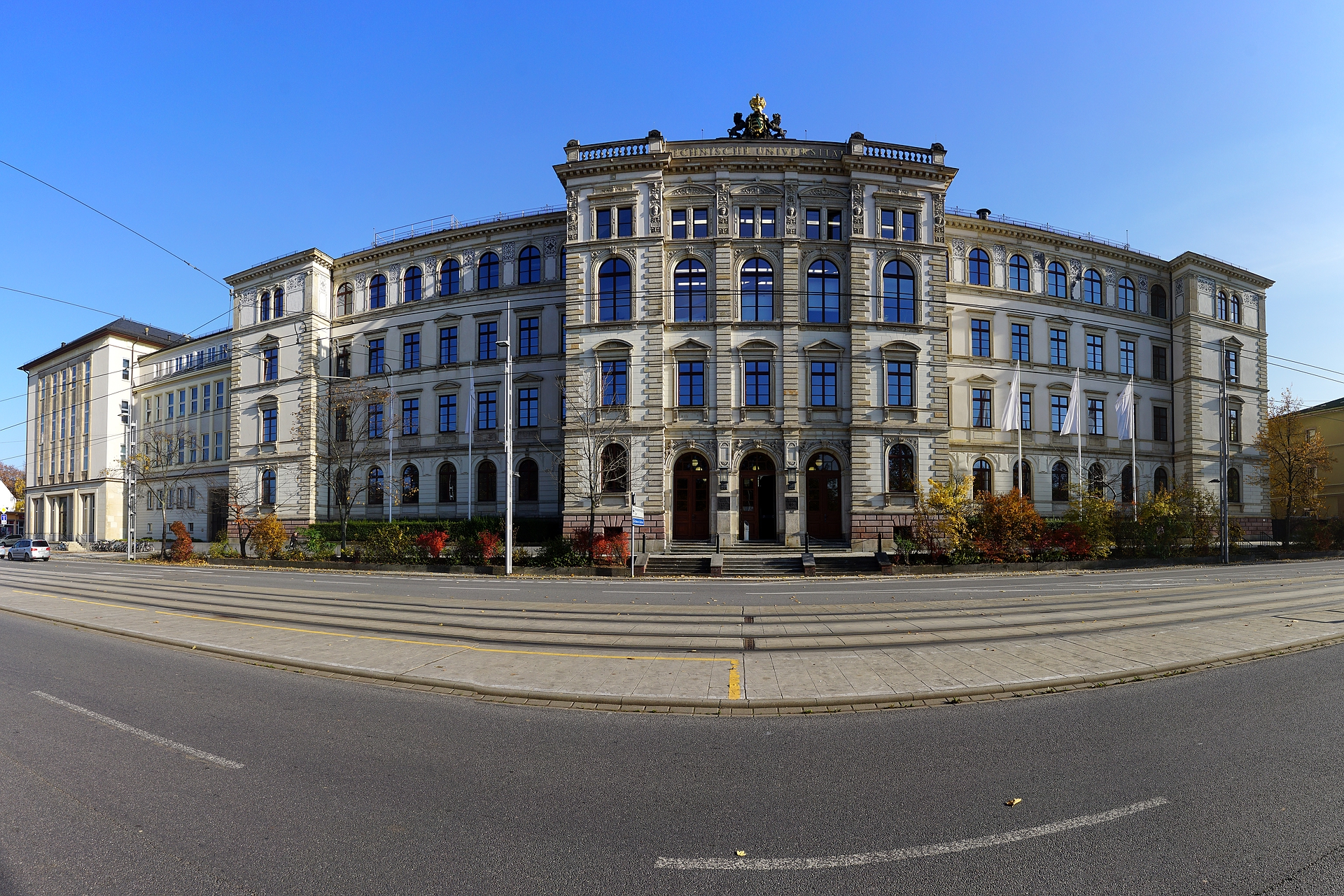
ケムニッツ工科大学
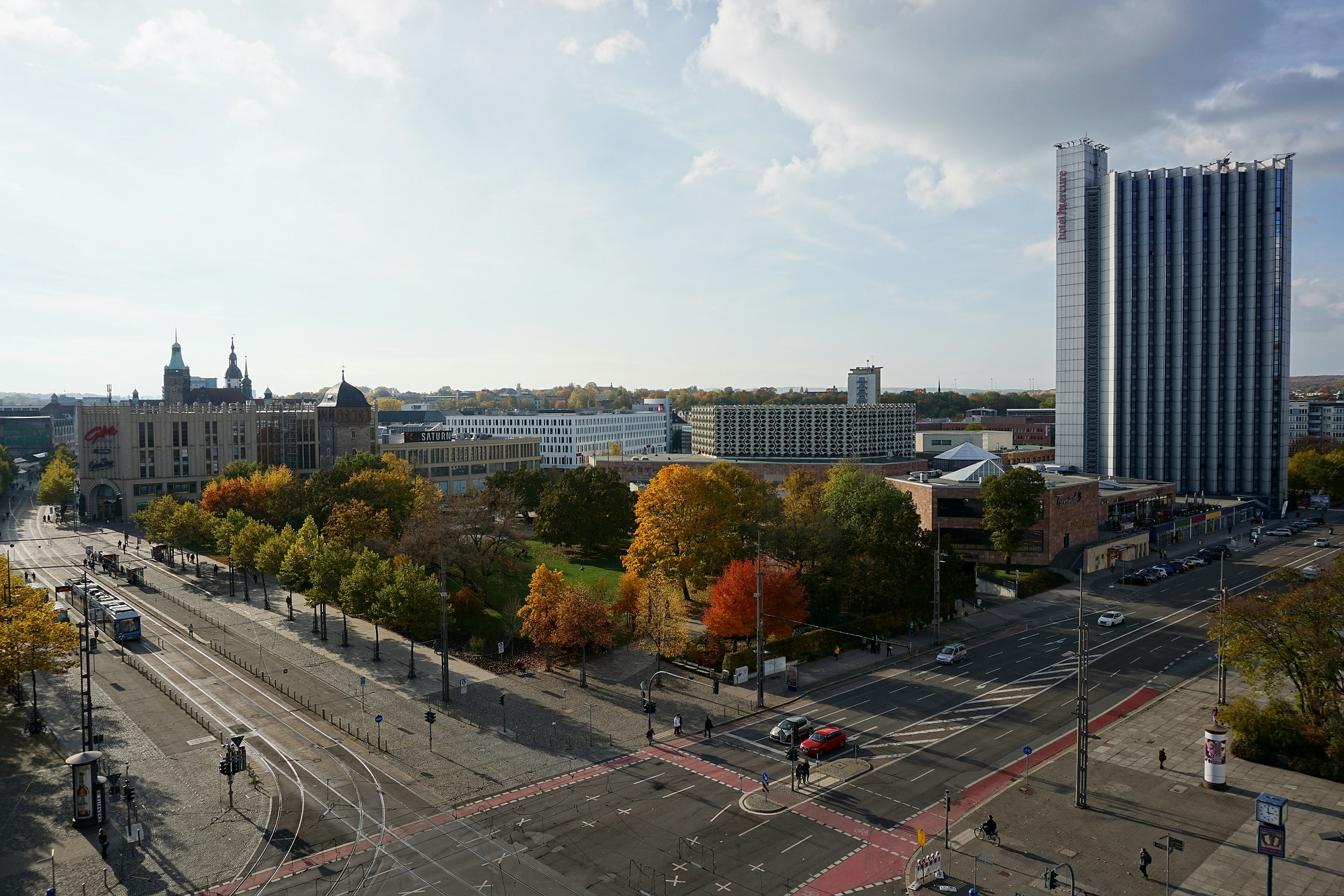
市庁舎と都心部の眺め
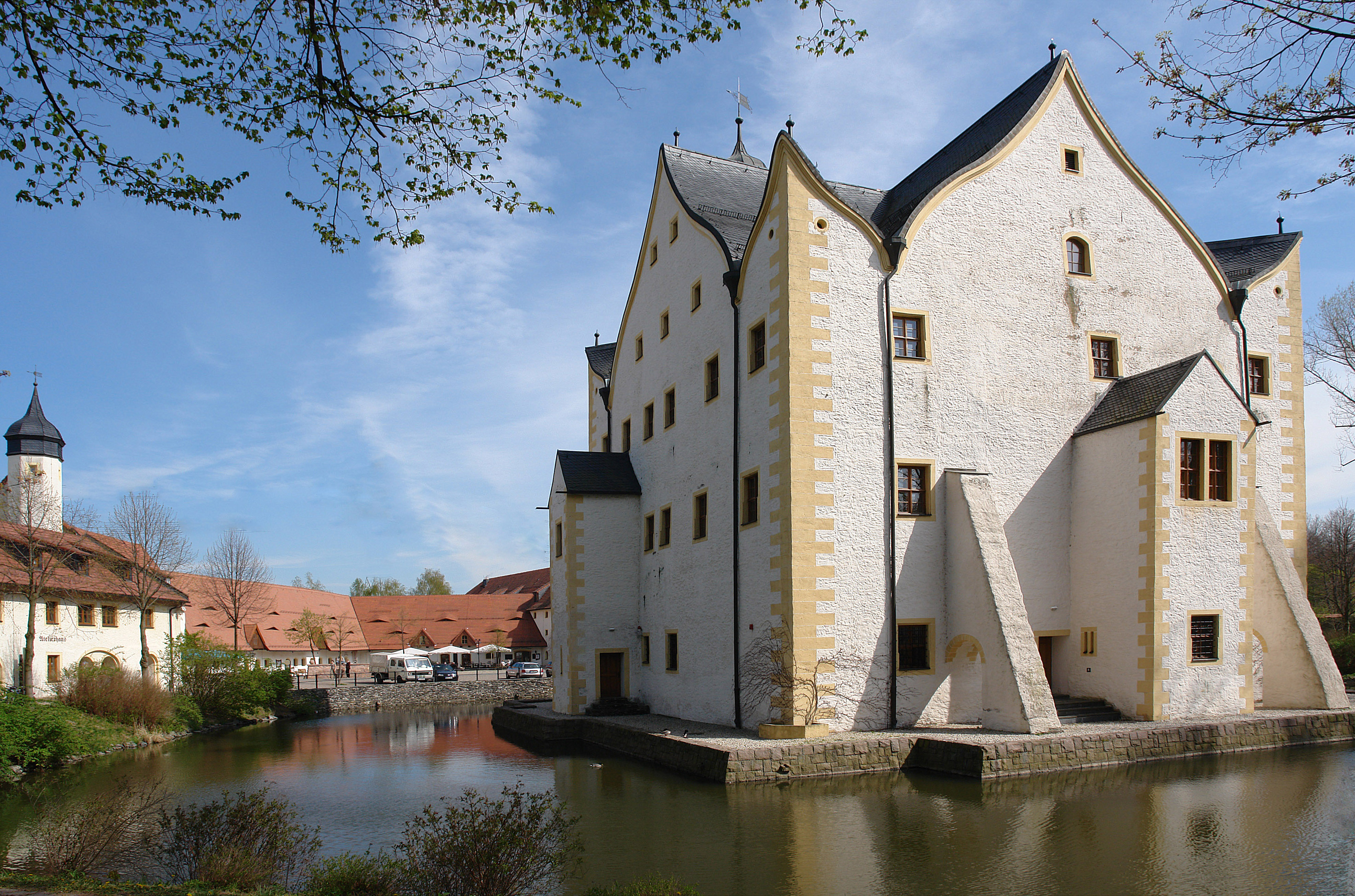
ウォーターキャッスルクラッフェンバッハ
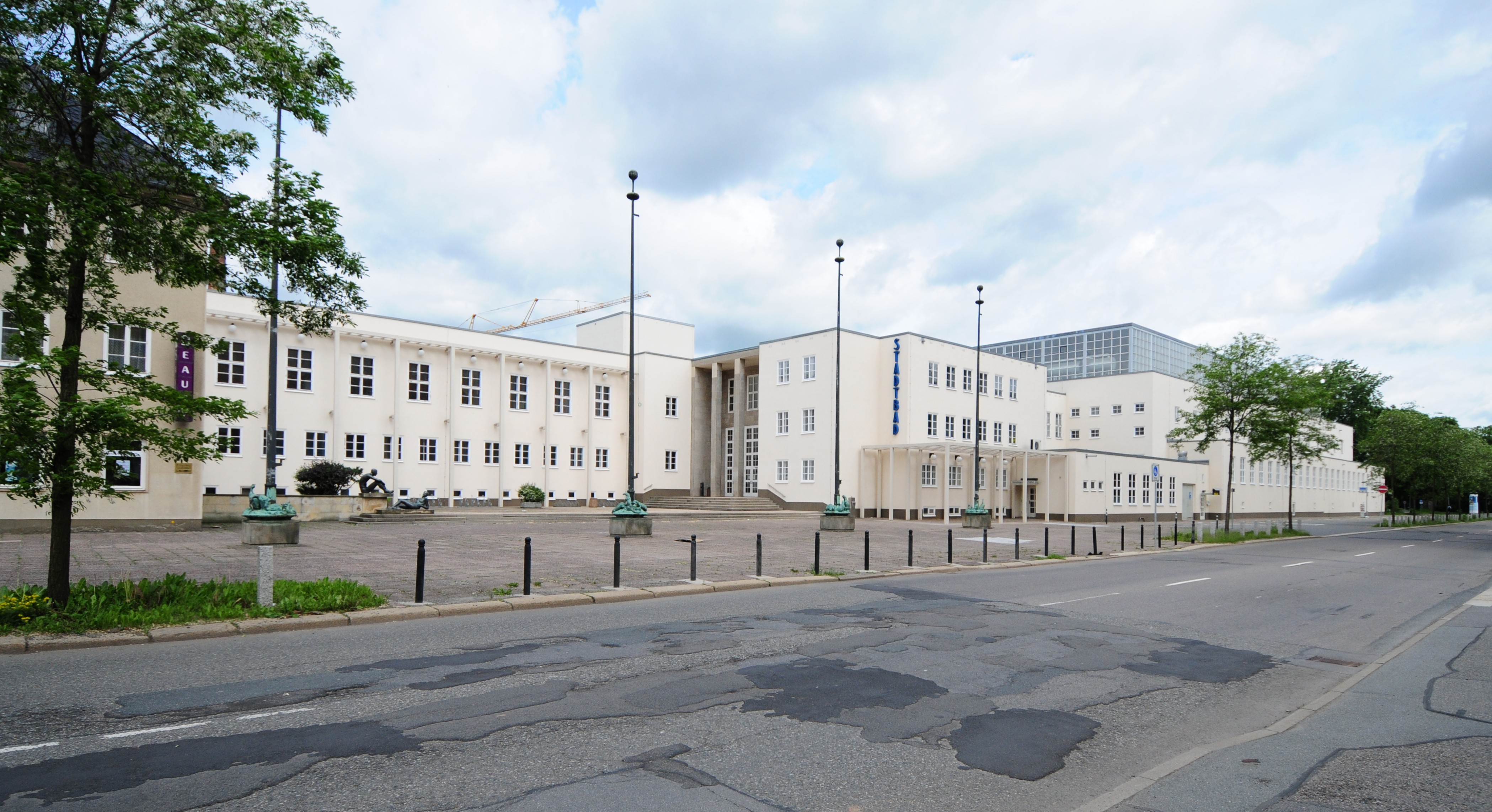
ケムニッツシュタットバッド
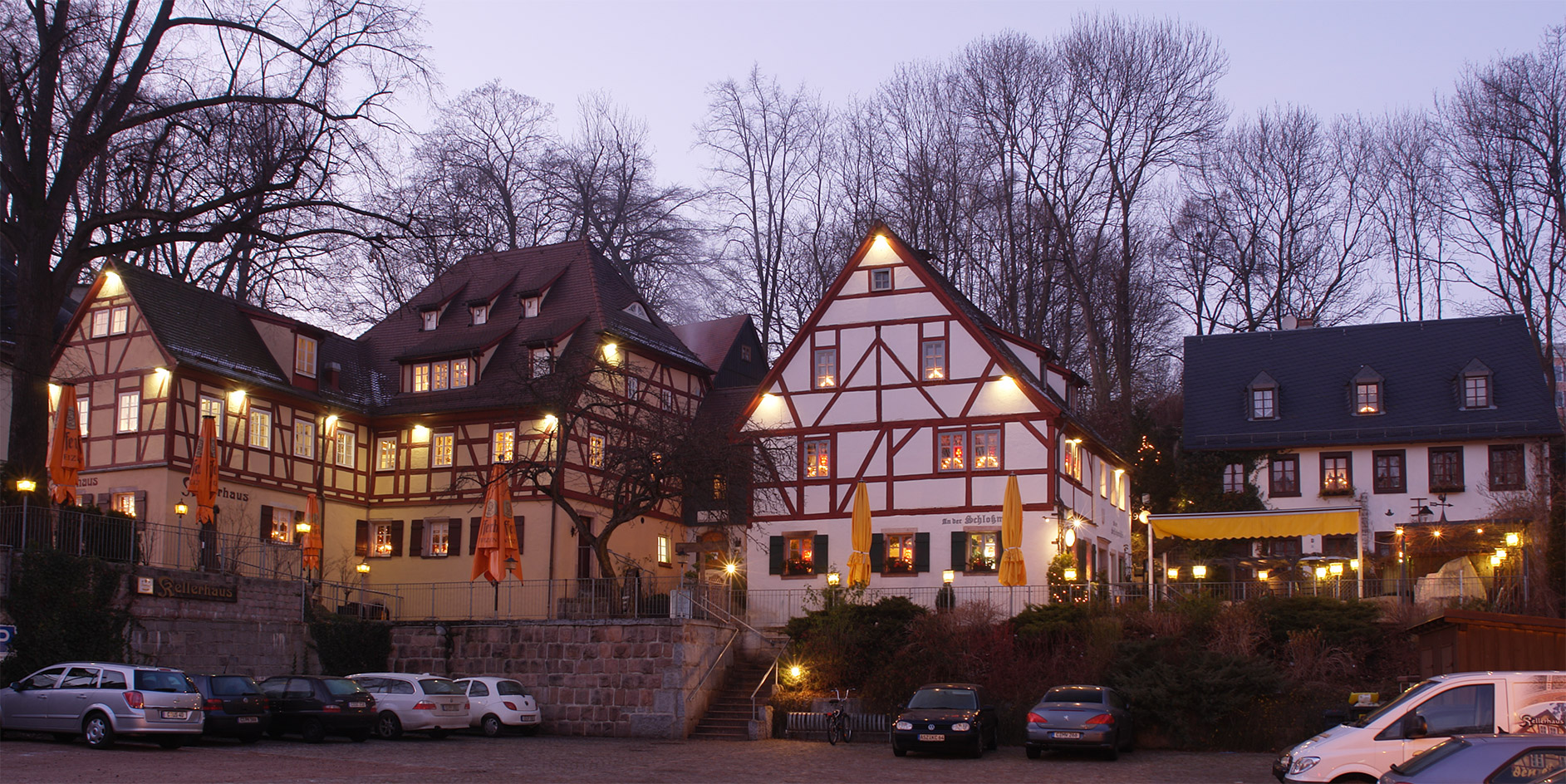
キャッスルパークのゲストハウス
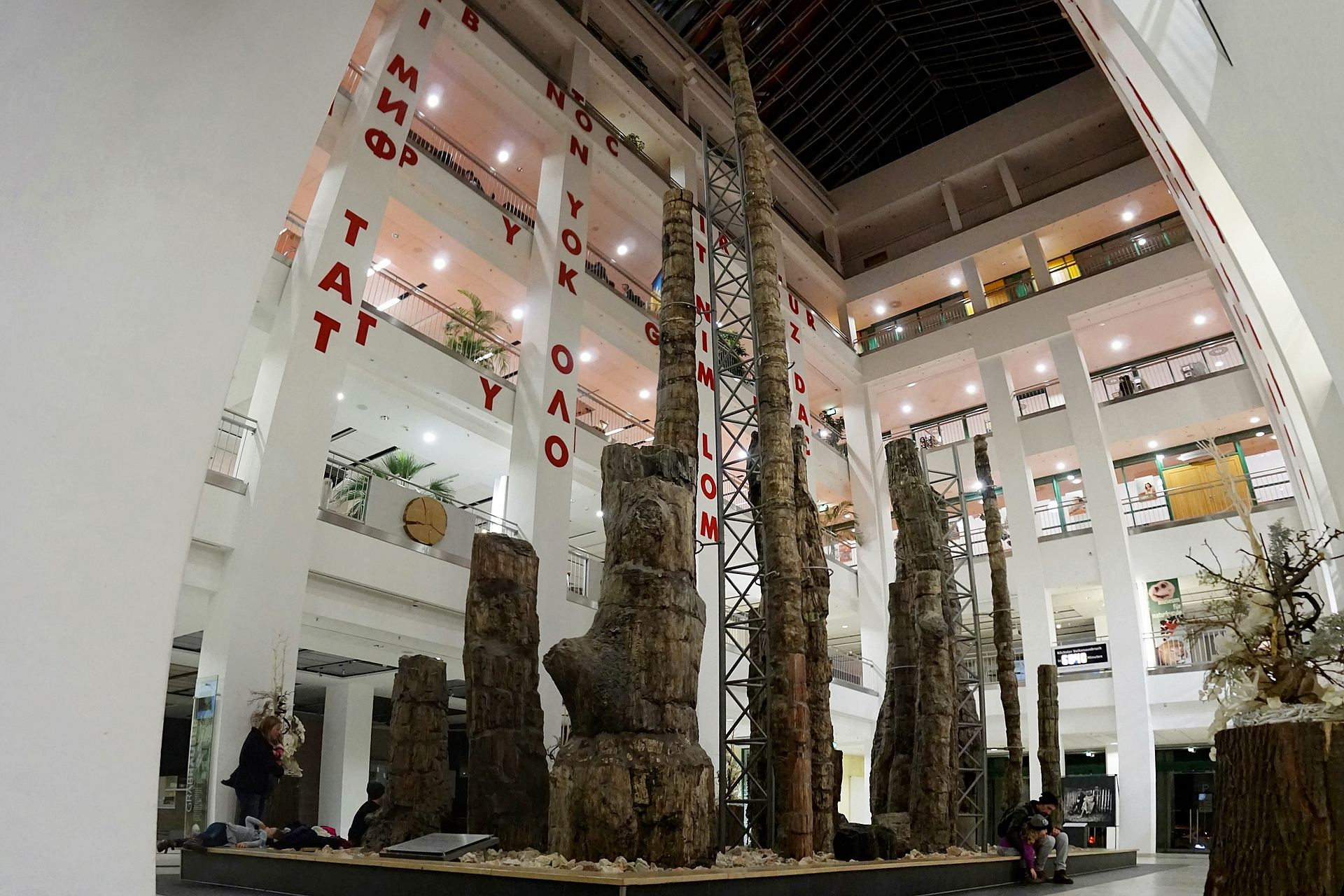
Tietz文化デパート内のケムニッツの石化した森
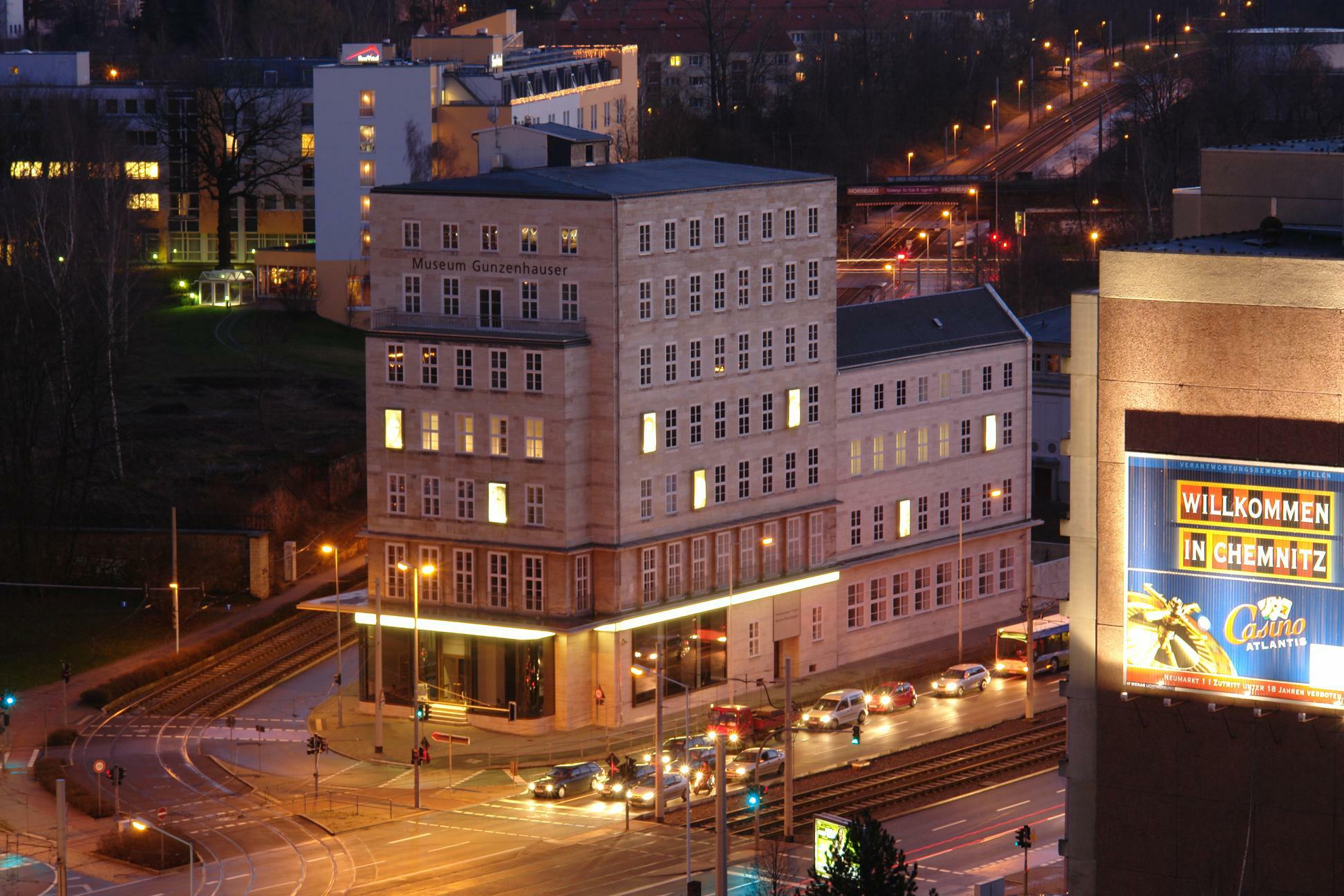
グンツェンハウザー博物館
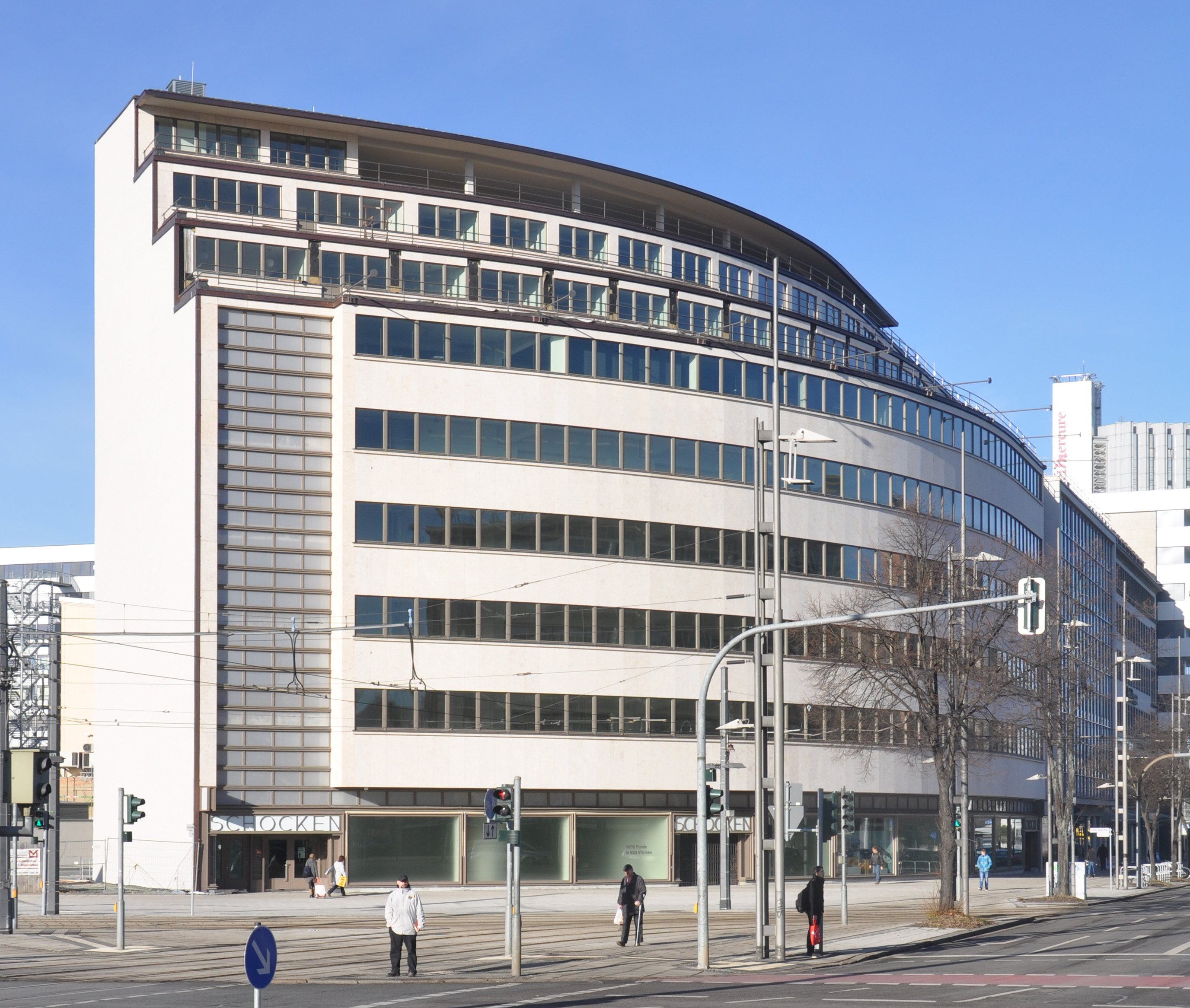
ケムニッツ州立考古学博物館

## 都市の再生

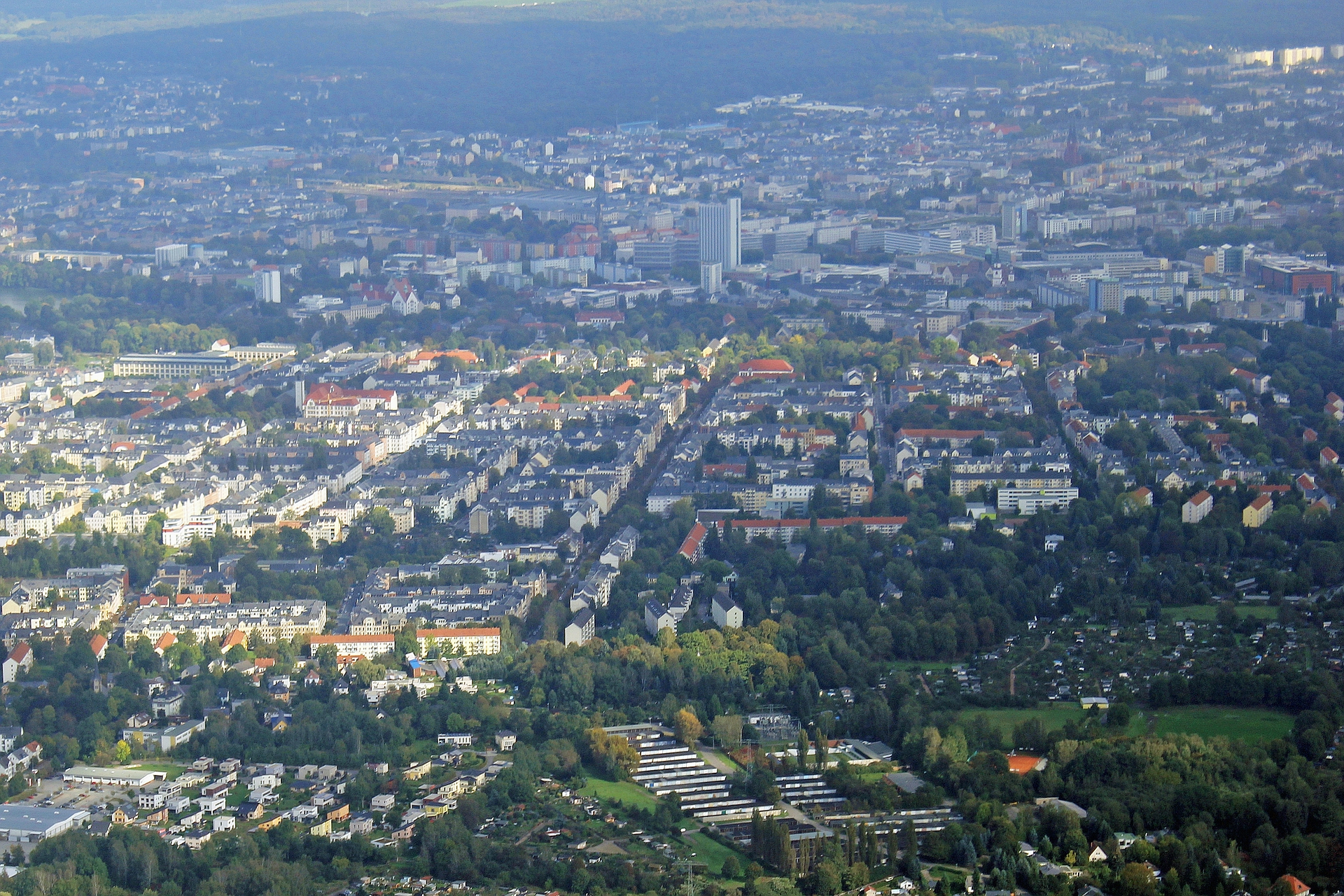
2014年のケムニッツ中心街

第二次世界大戦での大規模な破壊と、社会主義的な市内中心部を建設するための戦後の取り壊しにより、かつては活気に満ちた市の中心であった市庁舎の周りに広大な広場が造られた。再統一直後の郊外のショッピングへの巨額の投資が優先され、市内中心部で主な建築活動が開始されたのは1999年以降となった。近年ベルリンのポツダム広場に匹敵するような、ヘルムート・ヤーンによるカウフホフ百貨店、ハンス・コルホフによるファサードのあるギャラリー・レッドタワー、インゲンホーフェン建築事務所によるピーク&クロッペンブルクの店舗などを含む新街区が建設された。

## 経済
ケムニッツは、ケムニッツ・ズヴィカウ大都市圏における最大の都市であり、ドイツの新しい連邦州の最も重要な経済地域の1つである。ケムニッツのGDPは2016年、約85億ユーロであった。2000年頃から、ケムニッツの経済は高い年間GDP成長率を記録している。ケムニッツは、成長率の点でドイツのトップ10都市の1つである。当地方および地域の経済構造は、機械工学、金属加工、自動車製造の重工業部門が最も重要な産業である中規模企業によって特徴付けられる。
約10万人が雇用されており、そのうち約46,000人が他の自治体から通勤している。ケムニッツの従業員の16.3％は大学または大学の学位を持っており、ドイツの平均の2倍である。

フォルクスワーゲンはケムニッツ・ズヴィカウ大都市圏で最大の雇用主である。
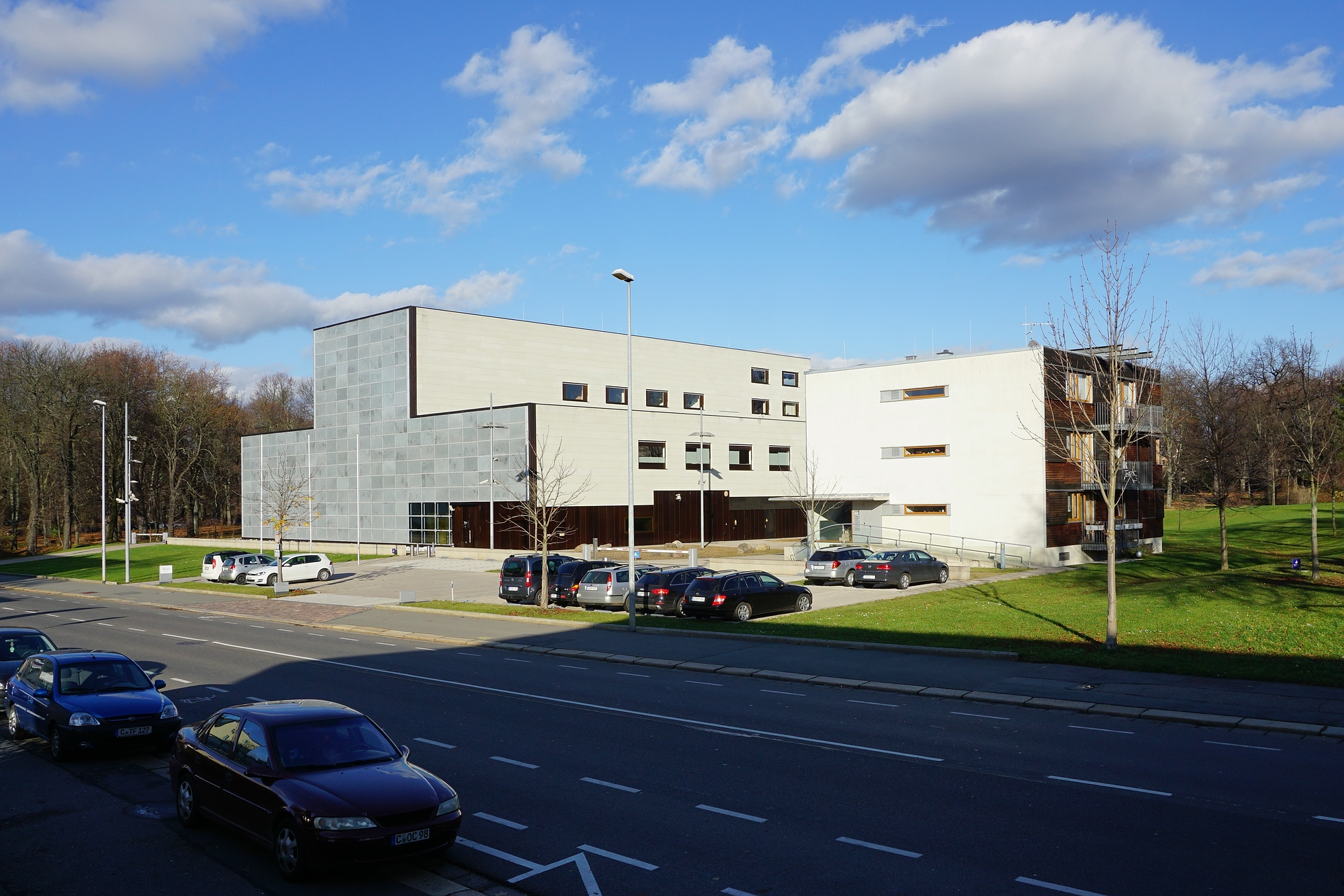
ドイツ連邦銀行ケムニッツ支社
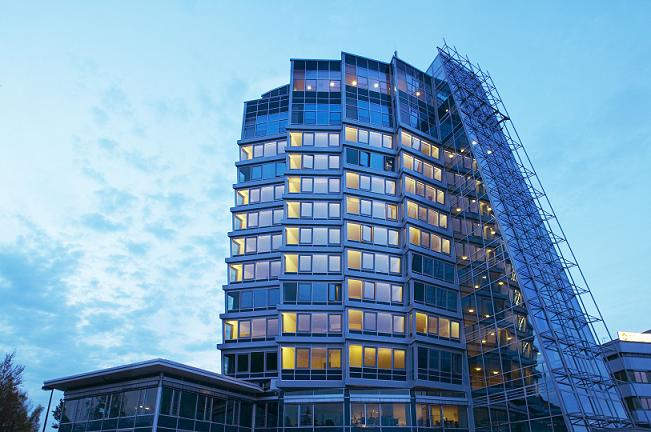
ケムニッツクリニックGmbHは、旧東ドイツの州で最大の病院であり、ケムニッツで2番目に大きな雇用主である。
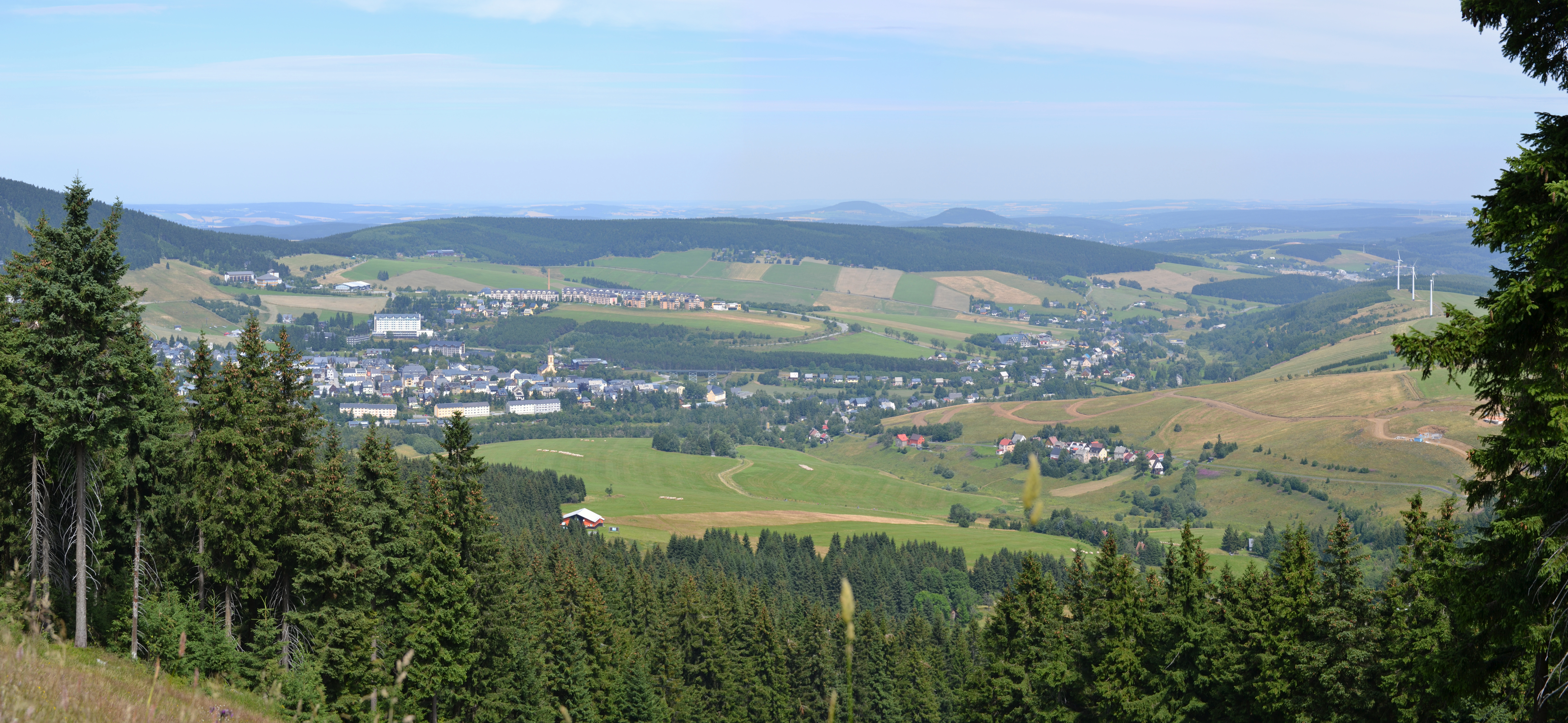
ケムニッツはエルツ山地観光の中心地である。

## 人口統計

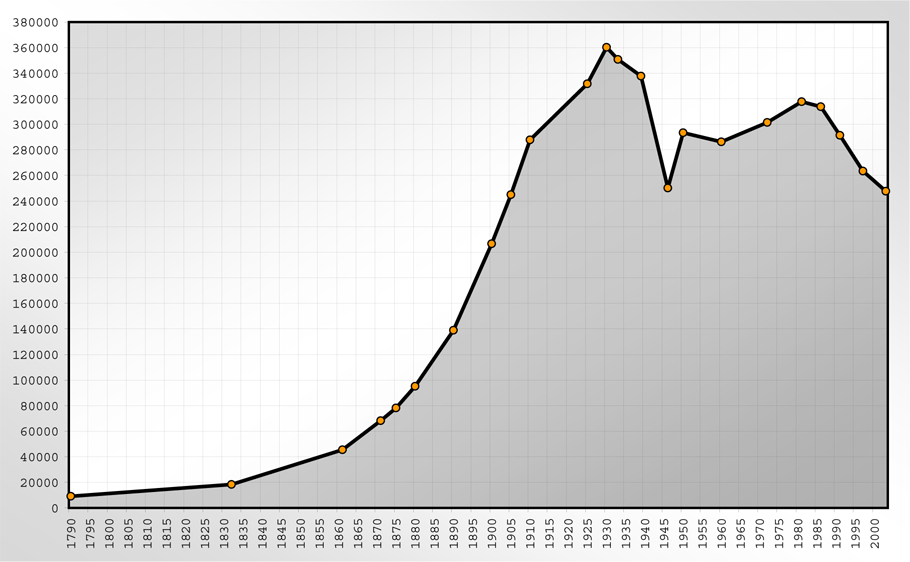
1790年以降のケムニッツの人口

ドイツ再統一後、ザクセン州は大幅な人口減少に直面した。1990年以来、ケムニッツの人口は約20パーセント以上減少している。
市の外国人人口が増加している大きな要因はケムニッツ工科大学の留学生である。2017年には、10,482人の学生のうち2,712人が留学生で、これは約25％に相当し、ケムニッツはザクセン州の3つの主要大学の中で最も国際化されている。

### 言語
- 標準ドイツ語
- ケムニッツ方言。上ザクセン語方言[9]

## 輸送

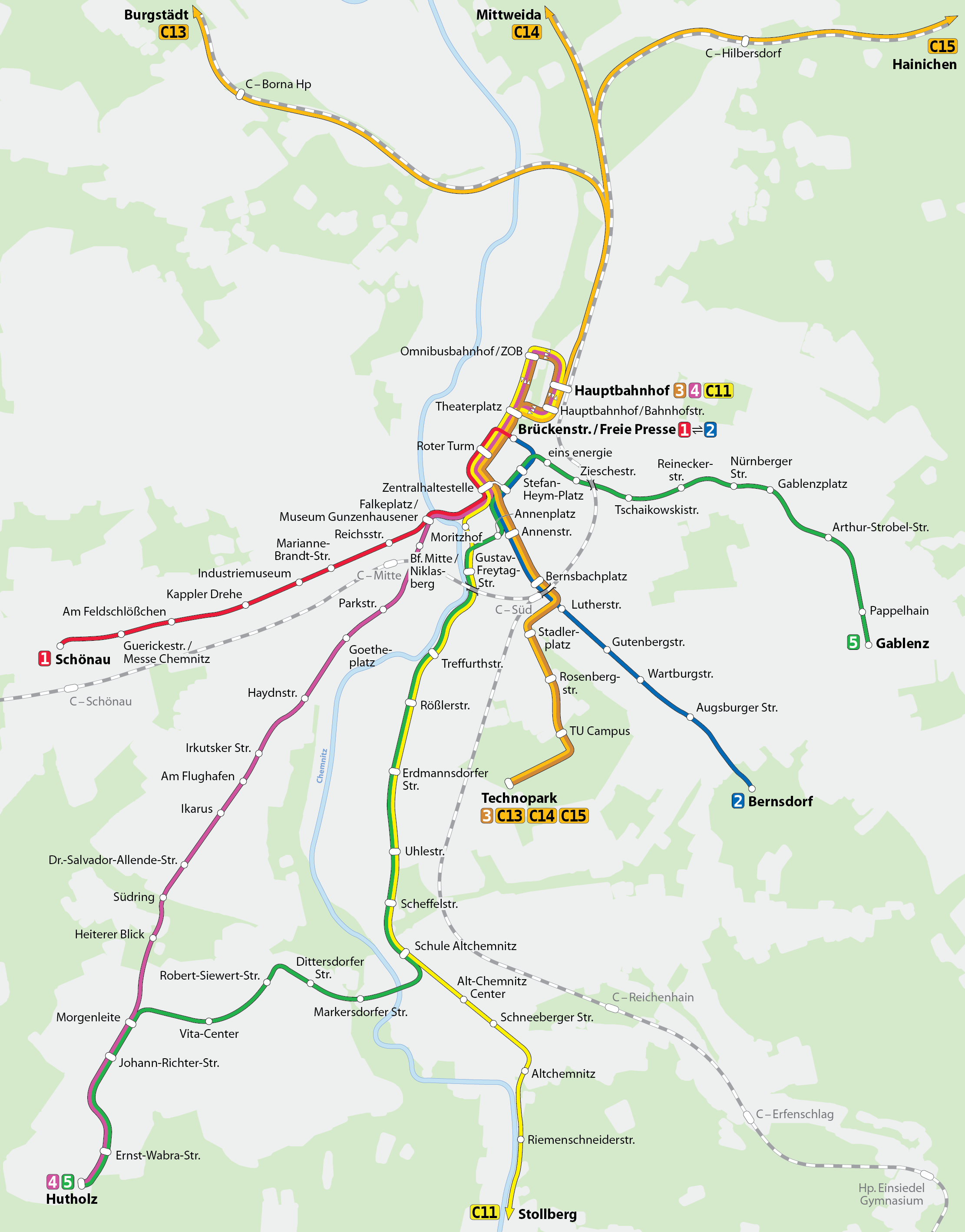
トラムトレインの地図とライトレール網

### 道路
ケムニッツは、2つの高速道路（アウトバーン）A4（エアフルト - ドレスデン）とA72（ホーフ - ライプツィヒ）が交差している。高速道路のジャンクションであるクロイツケムニッツは、街の北西部にある。ボルナとライプツィヒの間の高速道路A72はまだ建設中である。ケムニッツの管理区域内には、8つの高速道路出口がある。

### 公共交通機関
ケムニッツ内の公共交通機関には、トラム（ケムニッツ市電）とバスおよびカールスルーエモデル（シュタットバーン）がある。現在、市内とその周辺には、シュタットバーン1路線、ケムニッツ路面電車網5路線、市内バス27路線、およびいくつかの地方バス路線が運行している。夜間は市内には2つのバス路線、2つのトラム路線、シュタットバーン路線が運行されている。
トラム、シュタットバーン、バスのネットワークの長さは、それぞれ28.73km、16.3km、326.08kmである。2012年8月、ライトレールネットワークの226kmへの拡張をサポートするために、電気ディーゼルトラムがフォスロに発注され、新しいルートがブルクシュテット、ミットヴァイダ、ハイニッヒェンへ延伸予定である。

### 空港
ケムニッツ付近にはドレスデンとライプツィヒにあるザクセンの2つの国際空港を含む3つの空港がある。ライプツィヒ・ハレ空港とドレスデン空港はどちらもケムニッツから約70kmの場所にあり、欧州域内外便を多数運航している。ケムニッツには、市の南約13.5kmに小規模の民間空港もある。現在の改築が完了すると、長さ1,400m、幅20mのアスファルト滑走路が完成する予定。

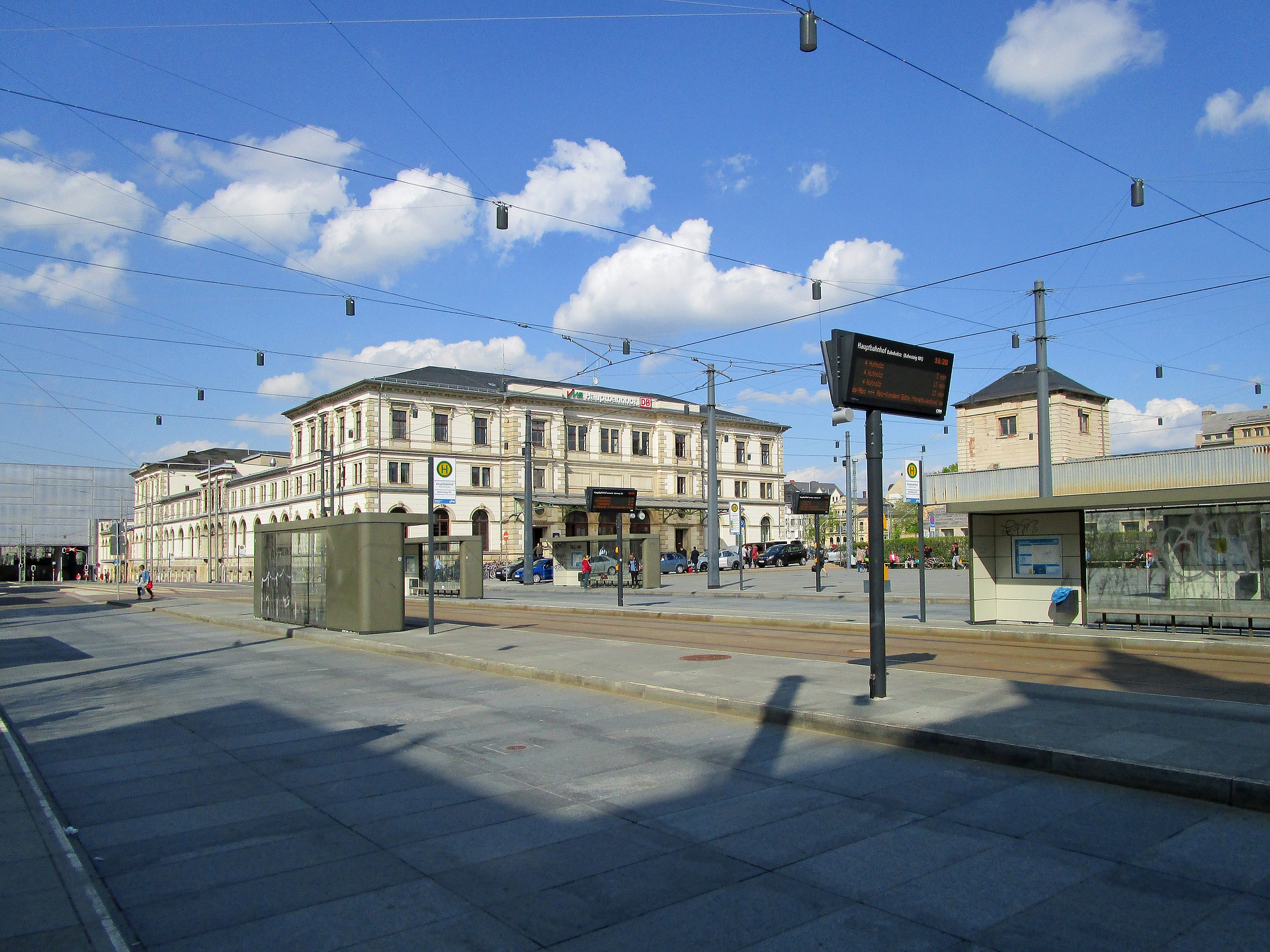
ケムニッツの主要鉄道駅であるケムニッツ中央駅
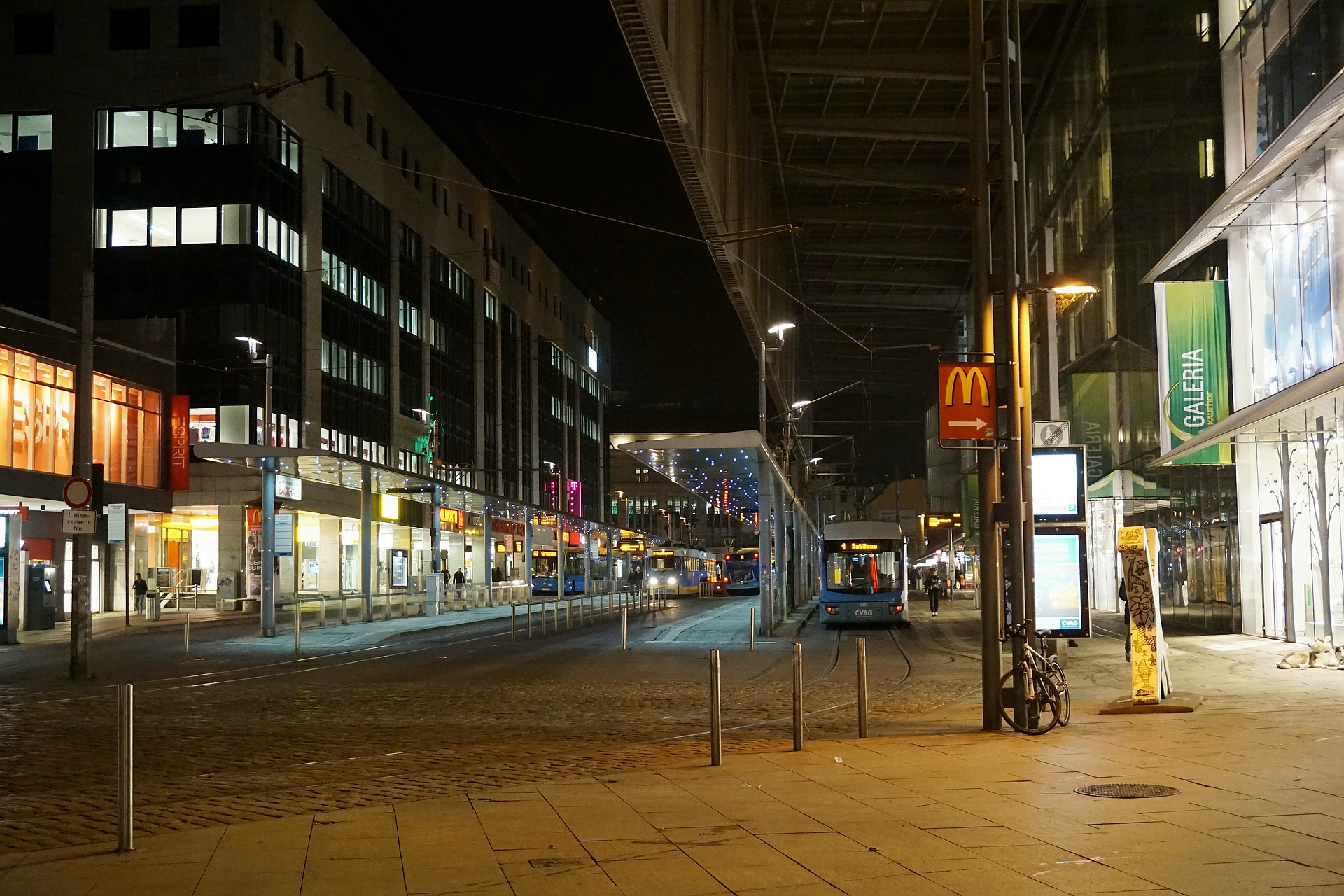
夜のメインスタジアムのトラム停留所
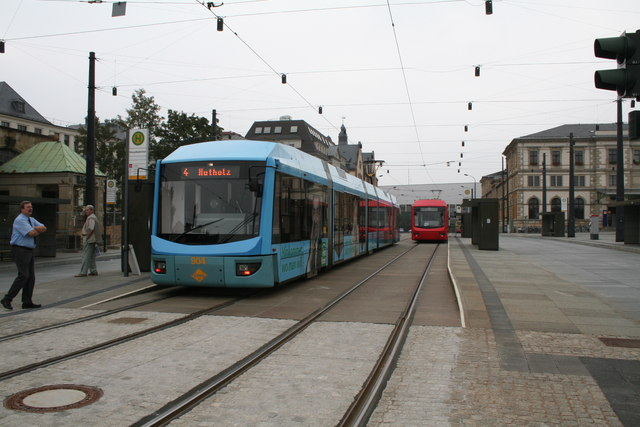
ケムニッツのトラム
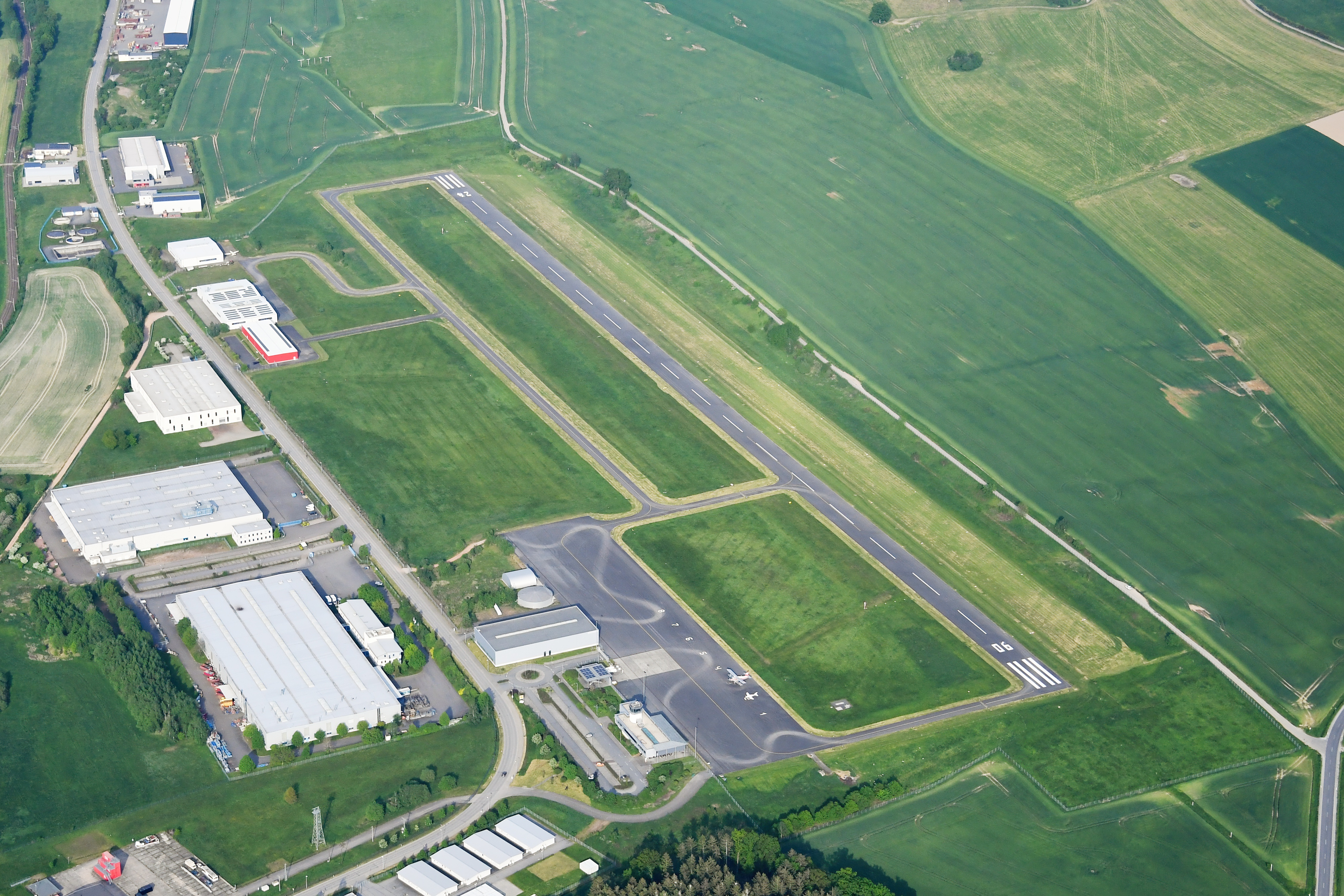
小規模の民間空港ケムニッツ・ヤーンスドルフ空港

## スポーツ

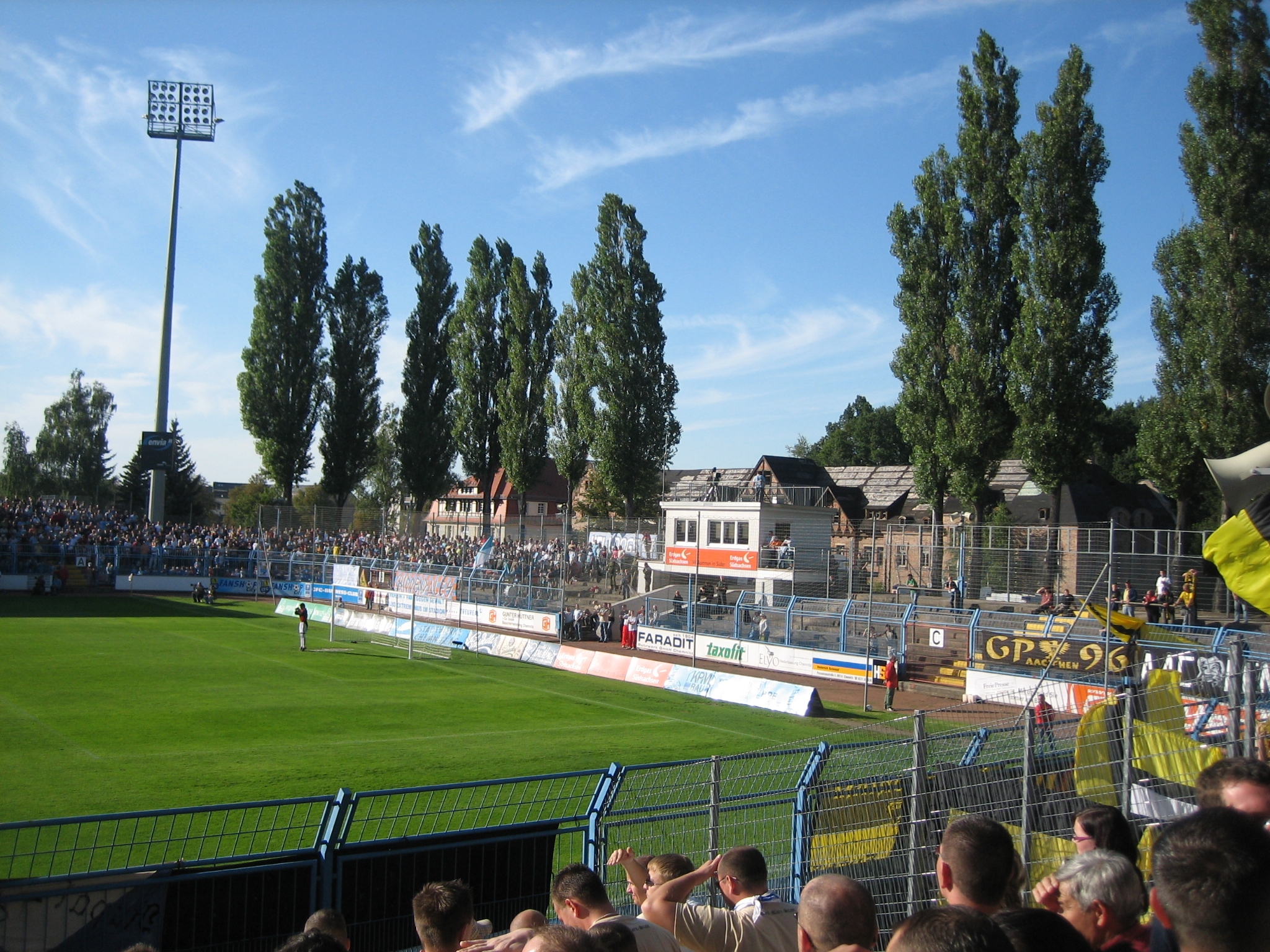
ケムニッツFCの本拠地ケムニッツ・サッカースタジアム

### 室内競技
- ケムニッツ99s（ドイツ語） - ケムニッツを本拠地とするバスケットボールクラブチーム（男子）。清水耕介、石崎巧が所属していた。
- ケムカッツ・ケムニッツ - 女子バスケットボール[11]
- フロアファイターズ・ケムニッツ - フロアボール[12]

水泳
- スイムクラブ・ケムニッツ v. 1892 e.V. (Schwimmclub Chemnitz v. 1892 e.V.) - クラブチーム　(水泳、水球、トライアスロン）[13]
- TSV アインハイト・シュット・ケムニッツ（ドイツ語） - クラブチーム (体操、バレーボール、スキットル (スポーツ)（英語版）[14]

### 氷上競技
- ERC ケムニッツ e.V.（ドイツ語） - アイスホッケー地域リーグ（ドイツ語）で活躍する[15]。ローラーホッケー
- ケムニッツァーEC（ドイツ語） - アイスダンス、カーリング、フィギュアスケート[16]
- ESV LOK ケムニッツ - リュージュ

### 屋外競技
サッカー
- SV アイヒ・ライヒェンブラント - サッカークラブチーム[17]
- ケムニッツFC - ケムニッツを本拠地とするサッカークラブチーム。
- VfBフォルトゥナ・ケムニッツ（ドイツ語） - サッカークラブチーム。旧VfB ケムニッツと旧SV フォルトゥナ・ フォルト・グルーザの合併で生まれた[18]。
- ポスト SV ケムニッツ（ドイツ語） - サッカー[19]

その他
- ケムニッツ・クルセーダーズ - アメリカンフットボールのオーバーリーガ・オスト加盟[20]
- USG ケムニッツ・クリケット・クラブ - クリケット[21]
- ケムニッツァ・テニス・クラブ（CTC）キュヴァルト - テニス[22]
- タワーラグビー・ケムニッツ - ラグビー

## ケムニッツの著名な出身者
ABC年順
- パウル・オズワルト・アーネルト（英語版） (1897年–1989) - 天文家
- ブリギッテ・アーレンス（英語版） (1945年生まれ) - ポップス歌手
- マルク (アーンツ)（英語版） (1941年生まれ) - 在外ロシア正教会のドイツ大主教
- ミヒャエル・バラック (1976年生まれ) - 元サッカー選手、元FCバイエルン・ミュンヘン主将、ドイツ代表チーム元主将
- ウェルナー・ブロイニク（英語版） (1934年–1976年) - 小説家
- ハンス・カール・フォン・カロウィッツ (英語版) (1645年–1714年) - 持続可能な林業を初めて提唱
- マックス・エケルト=グライフェンドルフ (英語版) (1868年–1938年) - 地図投影法のエケルト図法創案者
- ガーソン・ゴールドヘイバー (英語版) (1924年–2010年) - アメリカの核物理学者、天体物理学者。1991年パノフスキー賞受賞
- フリードリヒ・ゴルトマン (英語版) (1941年–2009年) - 現代音楽の作曲家、指揮者
- ペーター・ヘルトリング（英語版） (1933年生まれ) - 小説家、児童文学作家
- シュテファン・ヘルムリン (1915年–1997年) - 作家、翻訳家
- ジョン・クルーゲ (英語版) (1921年–2010年) - ドイツ系アメリカ人の富豪、メディア王
- ドロテア・ケーリング (1880年–1945年) - テニス選手
- ヘルガ・リンドナー (英語版) (1951年生まれ) - 水泳選手、200mバタフライ銀メダル
- マックス・リットマン (1862年–1931年) - 建築家
- フリードリヒ (英語版) とウィルヘルム・ネーヴィグト兄弟 - 起業家、自転車製造元ディアマン (英語版) 創業者
- ヴォルフガング・ノルトウイック (1943年生まれ) - 陸上競技選手
- アルヴァ・ノト (1965年生まれ) - 実験音楽のミュージシャン
- フライ・オットー (1925年–2015年) - 建築家、ミュンヘン・オリンピック競技場を設計
- ジルケ・オットー (1969年生まれ) - 女子リュージュ選手
- フランク・ロスト (1973年生まれ) - 元サッカー選手 (ゴールキーパー)
- アリオナ・サフチェンコとロビン・ゾルコーヴィ - フィギュアスケート選手。世界チャンピオン5冠 (2008年、2009年、2011年、2012年、2014年)、オリンピック銅メダル (2010年、2014年)
- ヘルムート・シェルスキー (英語版) (1912年–1984年) - 社会主義者、大学講師
- カール・シュミット＝ロットルフ (1884年–1976年) - ブリュッケの画家、グラフィックアーティスト
- マティアス・シュワイグルーファー (英語版) (1981年生まれ) - バンビ賞俳優、声優、映画監督
- マティアス・シュタイナー (英語版) (1982年生まれ) - オーストリア生まれの重量挙げ選手、2008年北京オリンピック金メダル
- マンディ・ベッツェル (英語版) (1973年生まれ) - フィギュアスケート選手
- カタリナ・ヴィット (1965年生まれ) - シュターケン出身、フィギュアスケート選手
- クラウス・ブンダリッヒ (英語版) (1931年–1997年) - 電子オルガン奏者
- C418 (1989年生まれ) - Minecraftの作曲家

## 名誉市民
ABC順
- マリアンヌ・ブラント（英語版）(1893–1983年) - バウハウスで学んだ画家、彫刻家、写真家、デザイナー
- ヴァレリー・ブィコフスキー (1934年生まれ) - 宇宙飛行士
- シュテファン・ハイム (1913年–2001年) - ユダヤ系小説家
- ジークムント・イェーン (1937年生まれ) - ドイツ人初の宇宙飛行士 (宇宙探査計画インターコスモスに参加)
- カール・シュミット＝ロットルフ (1884年–1976年) - 印象主義の画家

## 姉妹都市
| - タンペレ、フィンランド - リュブリャナ、スロヴェニア - トンブクトゥ、マリ共和国 - ウースチー・ナド・ラベム、チェコ - ウッチ、ポーランド - ミュルーズ、フランス | - マンチェスター、イギリス - ヴォルゴグラード、ロシア - デュッセルドルフ、ドイツ - アクロン、アメリカ合衆国 - 太原市、中華人民共和国 - キリヤート・ビヤリク、イスラエル |